# Cary Grant
Cary Grant (wym. [ˈkɛri grænt], właśc. Archibald Alexander Leach; ur. 18 stycznia 1904 w Bristolu, zm. 29 listopada 1986 w Davenport) – angielsko-amerykański aktor filmowy, teatralny, artysta wodewilowy i przedsiębiorca. Ikona kultury popularnej, gwiazda filmowa. Jedna z największych legend w historii amerykańskiego kina i okresu „Złotej Ery Hollywood”. W 1942 został naturalizowanym obywatelem Stanów Zjednoczonych. W 1999 American Film Institute umieścił jego nazwisko na 2. miejscu w rankingu „największych aktorów wszech czasów” (The 50 Greatest American Screen Legends).
Karierę sceniczną rozpoczął w 1910, gdy dołączył do trupy „The Penders”, z którą początkowo występował w kraju. Na początku lat 20. XX wieku odbyli tournée po Stanach Zjednoczonych, gdzie Grant postanowił osiąść na stałe. Przez kilka lat z powodzeniem występował jako artysta wodewilowy, a w 1927 zadebiutował na Broadwayu w musicalu Złoty świt. Pięć lat później po raz pierwszy pojawił się na dużym ekranie, grając w komedii To jest ta noc. W latach 30. i 40. był jednym z wiodących aktorów w gatunku komedii romantycznej i screwball comedy, za sprawą występów w Nagiej prawdzie (1937), Drapieżnym maleństwie (1938) Dziewczynie Piętaszek (1940) i Filadelfijskiej opowieści (1940). W późniejszym etapie kariery wybierał filmy o bardziej nostalgicznym i poważniejszym charakterze. Dzięki współpracy z Alfredem Hitchcockiem w latach 40. i 50. wystąpił w takich filmach, jak Podejrzenie (1941), Osławiona (1946), Złodziej w hotelu (1955) i Północ, północny zachód (1959). Szczególnie w dwóch pierwszych produkcjach miał okazję do zaprezentowania bardziej mrocznego oraz niejednoznacznie moralnego typu bohatera. W 1966 przeszedł na filmową emeryturę, zajmując się działalnością biznesową. W trakcie kariery Grant dwukrotnie był nominowany do nagrody Akademii Filmowej w kategorii dla najlepszego aktora pierwszoplanowego. W 1970 został uhonorowany Oscarem za całokształt twórczości.
Do innych ważnych filmów w dorobku Granta zaliczają się: Nie jestem aniołem (1933), Tylko aniołowie mają skrzydła (1939), Ich dziecko (1941), Byłem wojenną narzeczoną (1949), Małpia kuracja (1952), Niedyskrecja (1958) i Szarada (1963). Wystąpił w 72 produkcjach fabularnych.

## Życiorys

### Rodzina i młodość
Archibald Alexander Leach urodził się 18 stycznia 1904 przy 15 Hughenden Road, ulicy położonej na północnych przedmieściach Horfield, dzielnicy angielskiego miasta Bristol. Był drugim dzieckiem Eliasa Jamesa Leacha (1873–1935) i Elsie Marii Leach (z domu Kingdon; 1877–1973). Jego ojciec pracował jako prasowacz u krawca w fabryce ubrań, a matka, pochodząca z rodziny cieśli, była szwaczką. Starszy brat John William Elias Leach (1899–1900) zmarł w wyniku gruźlicy układu nerwowego. Grant częściowo uważał się za Żyda. Miał nieszczęśliwe dzieciństwo – ojciec był alkoholikiem i często zdradzał żonę, która cierpiała na depresję kliniczną. Przy pomocy matki uczył się tańca i pobierał lekcje nauki gry na pianinie, mając 4 lata. Okazjonalnie zabierała ona syna do kina, gdzie ten podziwiał występy artystów, takich jak Broncho Billy Anderson, Charlie Chaplin, Chester Conklin, Ford Sterling, Mack Swain czy Roscoe Arbuckle. Gdy miał 4,5 roku, został wysłany do Bishop Road Primary School.
Biograf aktora Graham McCann wspominał, że Maureen Donaldson, kochanka Granta z lat 70., twierdziła w swojej książce, że jego matka „nie potrafiła okazywać uczuć ani ich przyjmować”. Inny biograf Geoffrey Wansell uważał, że Elsie mocno obwiniała się za śmierć starszego z braci i nigdy nie mogła sobie tego wybaczyć. Grant wprost przyznawał, że skomplikowane relacje z matką miały bezpośredni wpływ na jego późniejsze kontakty z kobietami. Elsie w wyniku utraty dziecka wykazywała się dużą nadopiekuńczością w stosunku do młodszego z synów, obawiając się, że jego również może stracić. Jednocześnie winiła go za zajęcie miejsca zmarłego syna i często wymierzała mu kary.
Gdy Grant miał 9 lat, Elias James Leach umieścił jego matkę w szpitalu Glenside na oddziale psychiatrycznym, tłumacząc początkowo synowi, że odeszła ona na „długie wakacje”, a później – za namową dwóch kuzynów – że umarła na zawał serca. Po tym wydarzeniu przeprowadzili się do domu babki w Bristolu. Rok później ojciec ożenił się ponownie i założył nową rodzinę. Na krótko przed swoją śmiercią w 1935, gdy syn miał 31 lat, przyznał się Grantowi do kłamstwa i oświadczył, że Elsie Maria Leach żyje i przebywa w zakładzie psychiatrycznym. Grant, krótko po tym, gdy dowiedział się gdzie przebywała kobieta, w czerwcu 1935 poczynił starania, by zabrać ją ze szpitala. Odwiedził matkę w Anglii w październiku 1938, zakończywszy zdjęcia do filmu Gunga Din (1939).

#### Edukacja i „The Penders”

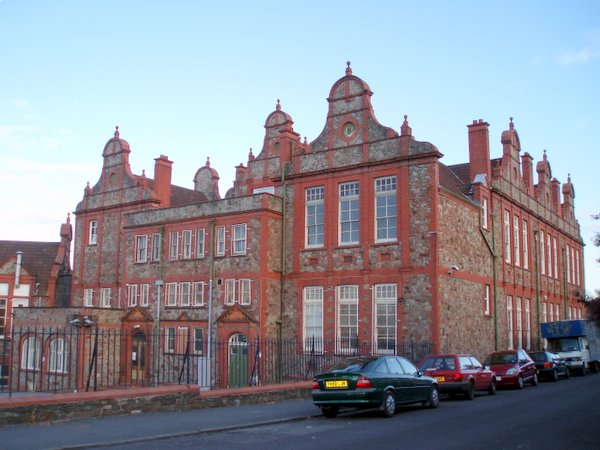
Fairfield Grammar School, do której Grant uczęszczał w latach 1915–1918

Z uwagi na rodzicielską alienację w okresie młodości miewał trudności w nawiązywaniu kontaktów towarzyskich i był nerwowy. Lubił teatr, szczególnie pantomimy wystawiane w okresie Bożego Narodzenia, na które chodził z ojcem. Po jednym z przedstawień wystąpił jako statysta w spektaklu pantominy produkowanej przez Roberta Lomasa. Latem 1910 zaprzyjaźnił się z trupą tancerzy akrobatycznych o nazwie „The Penders” lub „Bob Pender Stage Troupe”. Został szczudlarzem i dołączył do tournée zespołu. Podczas dwutygodniowych występów w berlińskim teatrze Wintergarten w 1914 zauważył go producent Jesse Lasky, działający na Broadwayu. W pierwszym roku występów z trupą zagrał w pantomimie Jaś i magiczna fasola w Theatre Royal przy Drury Lane.
W 1915 otrzymał stypendium, dzięki któremu mógł uczęszczać do Fairfield Grammar School w Bristolu. Jego ojciec wydał ostatnie oszczędności na mundurek szkolny. Z uwagi na swój wygląd i akrobatyczny talent stał się osobą cenioną wśród kolegów i koleżanek, którzy nazywali go „Gussie”. Czynnie uczestniczył w sportowych zajęciach uczelni, wyrobił sobie opinię urwisa, często odmawiał odrabiania pracy domowej i nie przepadał za większością przedmiotów. Wieczory spędzał, pracując za kulisami bristolskich teatrów, a w 1917, gdy miał 13 lat, odpowiedzialny był za oświetlenie na występach magika Davida Devanta w Bristol Hippodrome. Przy każdej okazji pojawiał się w teatrze. Aby jak najmniej myśleć o swoim nieszczęśliwym młodzieńczym życiu, latem 1917 zgłosił się na ochotnika do pracy w charakterze posłańca i przewodnika w porcie wojskowym w Southampton. Spędzony tam czas utwierdził go w pragnieniu podróżowania; chcąc opuścić Bristol, próbował swoich sił jako chłopiec okrętowy, lecz odmówiono mu z uwagi na zbyt młody wiek.
13 marca 1918 został wydalony z Fairfield Grammar School. Podawano kilka przyczyn, w tym przebywanie w damskiej toalecie i na dziedzińcu dla dziewcząt oraz pomoc w kradzieży dwóm kolegom na terenie pobliskiego miasta Almondsbury. Trzy dni po zdarzeniu dołączył do trupy Pendera. Ojciec Granta – dowiedziawszy się o tym – podpisał trzyletni kontrakt pomiędzy jego synem a Penderem, przewidujący tygodniowe wynagrodzenie z wyżywieniem i pokojem, a także lekcje tańca i inne czynności z zakresu jego zawodu do osiągnięcia pełnoletności. W umowie zawarto klauzulę o możliwości podwyżki w zależności od wyników w pracy.

### Lata 20. i 30.

#### Występy sceniczne

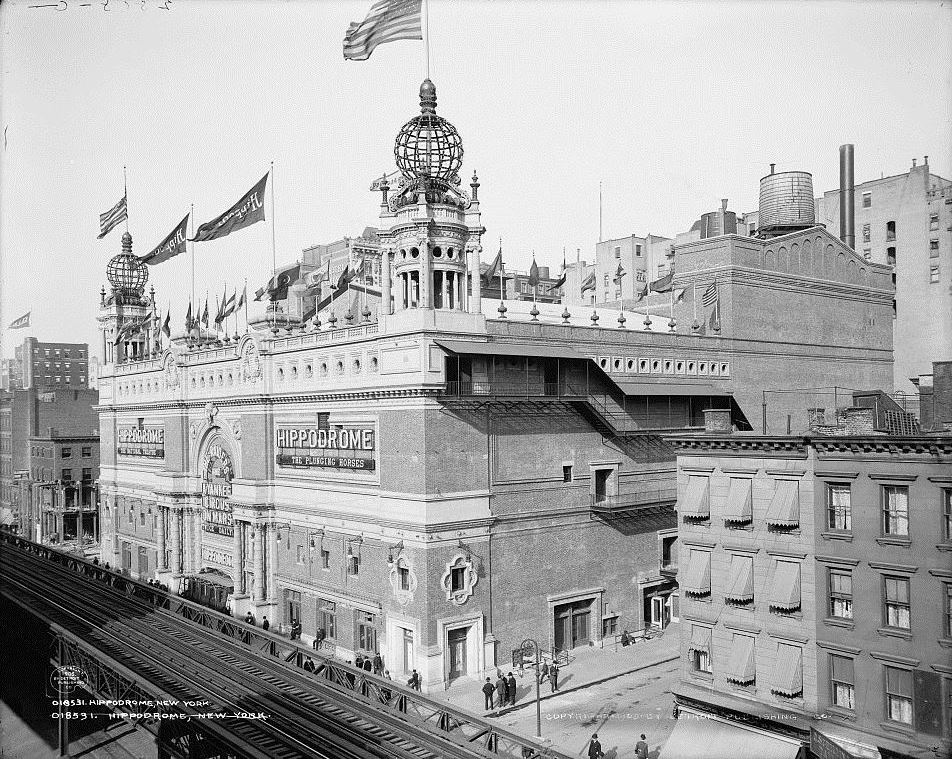
New York Hippodrome, gdzie Grant występował z trupą „The Penders” na początku lat 20. w przebojowym musicalu Good Times (1920/1921)

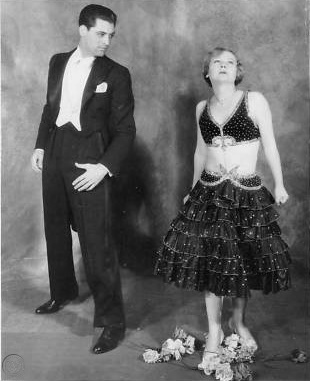
Cary Grant i Queenie Smith w musicalu The Street Singer (1930)

Za występy z trupą Pendera otrzymywał wynagrodzenie w wysokości 10 szylingów tygodniowo. Grupa rozpoczęła tournée po kraju, a on sam wykorzystywał rozwinięte zdolności w pantomimie do poszerzenia umiejętności aktorskich. 21 lipca 1920 trupa udała się statkiem pasażerskim RMS Olympic na występy po Stanach Zjednoczonych. Richard Schickel twierdził, że Douglas Fairbanks i Mary Pickford byli na pokładzie tego samego statku, powracając z podróży poślubnej. Fairbanks, nazywany „królem Hollywood”, stał się dla Granta dużą inspiracją. Przybywszy na miejsce grupa występowała przez dziewięć miesięcy, dwanaście razy w tygodniu w największym teatrze na świecie, nowojorskim New York Hippodrome, o pojemności niespełna sześciu tysięcy miejsc. Ich musical Good Times okazał się sukcesem.
Na fali dobrego przyjęcia Good Times rozpoczął tournée jako artysta wodewilowy, występując m.in. w Cleveland, Milwaukee i Saint Louis. Zdecydował się pozostać wraz z kilkoma innymi członkami grupy w Stanach Zjednoczonych, podczas gdy reszta wróciła do Anglii. Podziwiał występy braci Marx, a Zeppo był jego idolem. W lipcu 1922 wystąpił wraz z siedmioma kolegami pod nazwą „Knockabout Comedians” w Palace Theatre na Broadwayu. Latem założył grupę „The Walking Stanleys”, w skład której weszło kilku byłych członków trupy Pendera. Pod koniec roku wystąpili oni w musicalu Better Times prezentowanym w New York Hippodrome.
Po spotkaniu na jednym z przyjęć George’a C. Tilyou, właściciela toru wyścigowego w Steeplechase Park na półwyspie Coney Island w Brooklynie, został wynajęty w charakterze osoby reklamującej tor. Pojawił się na szczudłach w jasnobrązowej marynarce i z tablicą ogłoszeniową. Przez następne dwa lata zwiedzał Stany Zjednoczone, występując z „The Walking Stanleys”. W 1924 po raz pierwszy odwiedził Los Angeles, które wywarło na nim duże wrażenie. Kiedy wspomniana grupa rozpadła się, Grant powrócił do Nowego Jorku, występując w National Vaudeville Artists Club mieszczącym się przy West 46th Street. W trakcie przedstawień wykonywał akrobatykę, żonglerkę, różne sztuczki komiczne oraz przez krótki okres jazdę na monocyklu pod pseudonimem „Rubber Legs”. Praca ta była szczególnie wymagająca, ale dała Grantowi szansę na udoskonalenie komediowych technik i rozwinięcie umiejętności, przynosząc korzyści w jego przyszłej pracy.
Obok Jean Dalrymple, Grant stał się czołowym artystą wodewilowym i postanowił utworzyć „Jack Janis Company”, z którym rozpoczął tournée w maju 1926. W owym czasie częstokrotnie błędnie uważany był za Australijczyka, wskutek czego nadawano mu pseudonimy „Boomerang” lub „Kangaroo”. W wyniku zmiany środowiska akcent Granta uległ zmianie, przez co określany był jako „transatlantycki” lub „środkowoatlantycki”.

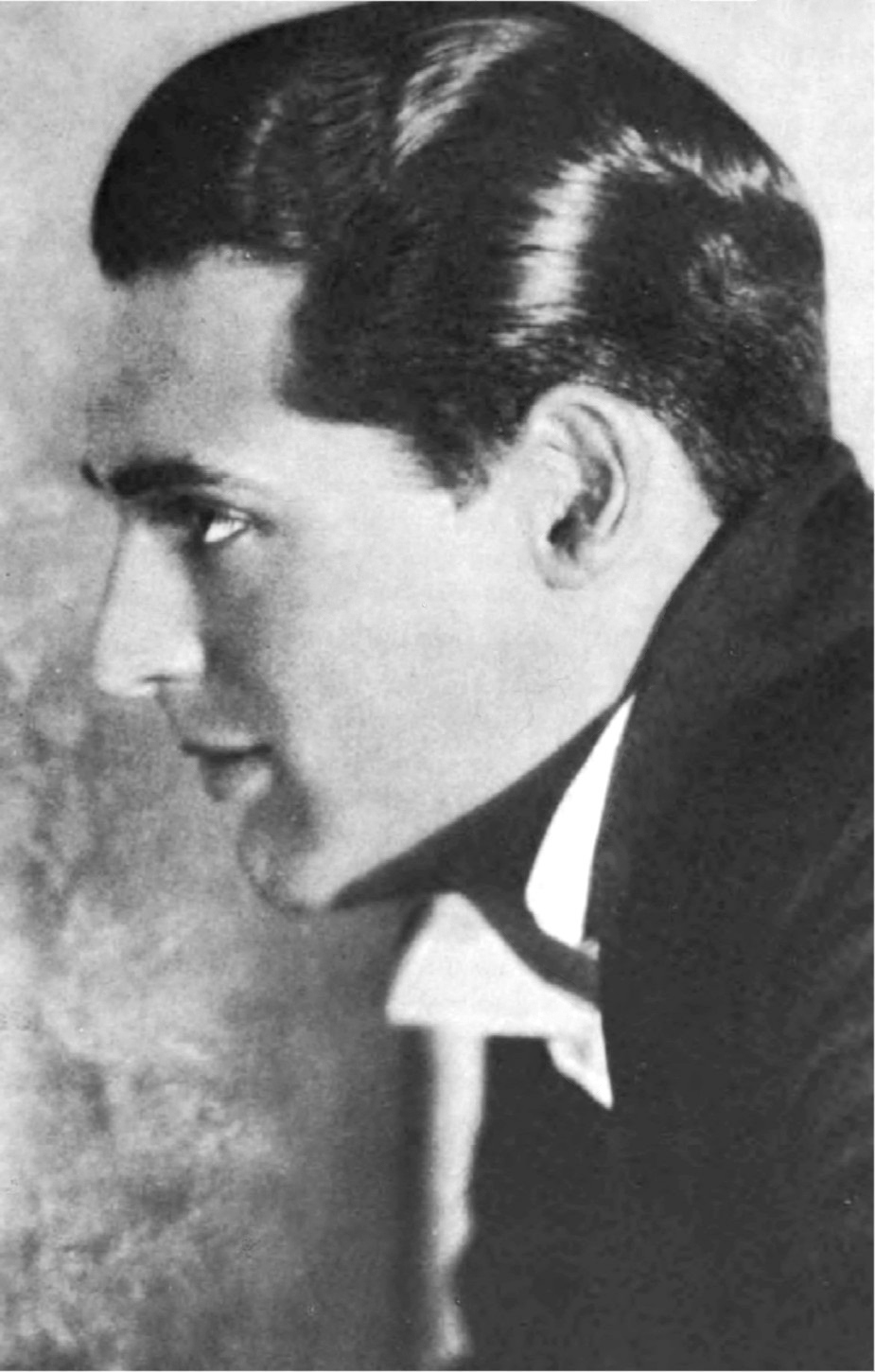
Grant pod koniec lat 20. lub na początku 30. XX wieku

W 1927 został obsadzony w roli Australijczyka w musicalu Reggiego Hammersteina Złoty świt, zarabiając 75 dolarów tygodniowo. Chociaż widowisko nie zostało dobrze przyjęte, to wystawiano je 184 razy, a kilku krytyków zaczęło dostrzegać talent Granta, pisząc o nim jako „przyjemnym młodzieńcu” lub „wykwalifikowanym młodym nowicjuszu”. W następnym roku dołączył do William Morris Agency i został ponownie obsadzony w młodzieńczej roli w musicalu Polly w reżyserii Hammersteina, która okazała się nieudaną produkcją. Jeden z krytyków napisał, że Grant „ma silny, męski sposób bycia, ale niestety nie potrafi wydobyć piękna z utworów muzycznych”. Presja związana z niepowodzeniem widowiska zaczynała budzić w nim niepokój i ostatecznie po sześciu tygodniach otrzymywania negatywnych recenzji został odsunięty od spektaklu. Mimo tego, kontrakt przyszłego aktora próbował wykupić Florenz Ziegfeld, lecz Hammerstein odsprzedał go braciom Shubert. Jacob J. Shubert obsadził Granta u boku Jeanette MacDonald we francuskiej komedii Boom-Boom, której premiera odbyła się 28 stycznia 1929 i wystawiana była w Casino Theatre na Broadwayu. MacDonald przyznawała w późniejszym czasie, że był „absolutnie straszny w tej roli”, ale wykazywał się dużym urokiem, który przyciągał ludzi i pozwolił skutecznie uchronić przedstawienie od porażki. Sztuka wystawiana była 72 razy, a Grant zarabiał 350 dolarów tygodniowo. Po zakończeniu przeniósł się do Detroit w stanie Michigan, a następnie do Chicago w Illinois.
Aby poprawić swój nastrój, w 1927 zakupił sportowy model Packarda. Przebywając w Anglii odwiedził swojego przyrodniego brata Erica, który utrzymywał w tajemnicy miejsce pobytu matki aktora. Po powrocie do Nowego Jorku zagrał rolę Maxa Grunewalda w produkcji Shuberta A Wonderful Night. Premiera spektaklu odbyła się 31 października w Majestic Theatre, dwa dni po krachu na Wall Street. W sumie odbyło się 125 występów, które trwały do lutego 1930. Sztuka zebrała różne recenzje; jeden z krytyków określał ją jako „mieszaninę Johna Barrymore’a i cwaniactwa”, inny z kolei przyznawał, że Grant wniósł „powiew czarodziejskiego Broadwayu” do swojej roli. Po premierach sztuk ze swoim udziałem Grant zaczął zdobywać uznanie, lecz w dalszym ciągu trudno było mu nawiązywać relacje z kobietami. „Przez te wszystkie lata spędzone w teatrze, trasie i Nowym Jorku, otoczony byłem wieloma atrakcyjnymi kobietami, ale nigdy nie byłem w stanie się z nimi w pełni porozumieć” – wspominał.
W sezonie 1930/1931 przez dziewięć miesięcy występował w musicalu The Street Singer. Po zakończeniu produkcji, na początku 1931 bracia Shubert zaprosili go na letnie występy w amfiteatrze The Muny w Saint Louis. Grant pojawił się w dwunastu różnych operetkach, wystawianych 87-krotnie. Otrzymywał od lokalnych krytyków pochlebne opinie, zyskując reputację romantycznego wiodącego aktora. Znaczący wpływ na jego ówczesny styl gry mieli A.E. Matthews, Gerald du Maurier, Jack Buchanan i Ronald Squire. Jak przyznawał, zainteresował się występami ze względu na „dużą potrzebę bycia lubianym i podziwianym”. Pod koniec letniego sezonu bracia Shubert zwolnili go po tym, jak nie zgodził się na obniżkę wynagrodzenia z powodu trudności finansowych wywołanych kryzysem gospodarczym. Impresario William B. Friedlander przedłożył Grantowi ofertę głównej roli w musicalu Nikki, gdzie występował u boku Fay Wray w roli żołnierza w powojennej Francji. Premiera spektaklu odbyła się 29 września 1931 w Nowym Jorku, lecz po 39 przedstawieniach została zdjęta z afisza z powodu pogłębiającego się kryzysu gospodarczego.

#### Początki kariery filmowej

##### Paramount Pictures (1931–1936)

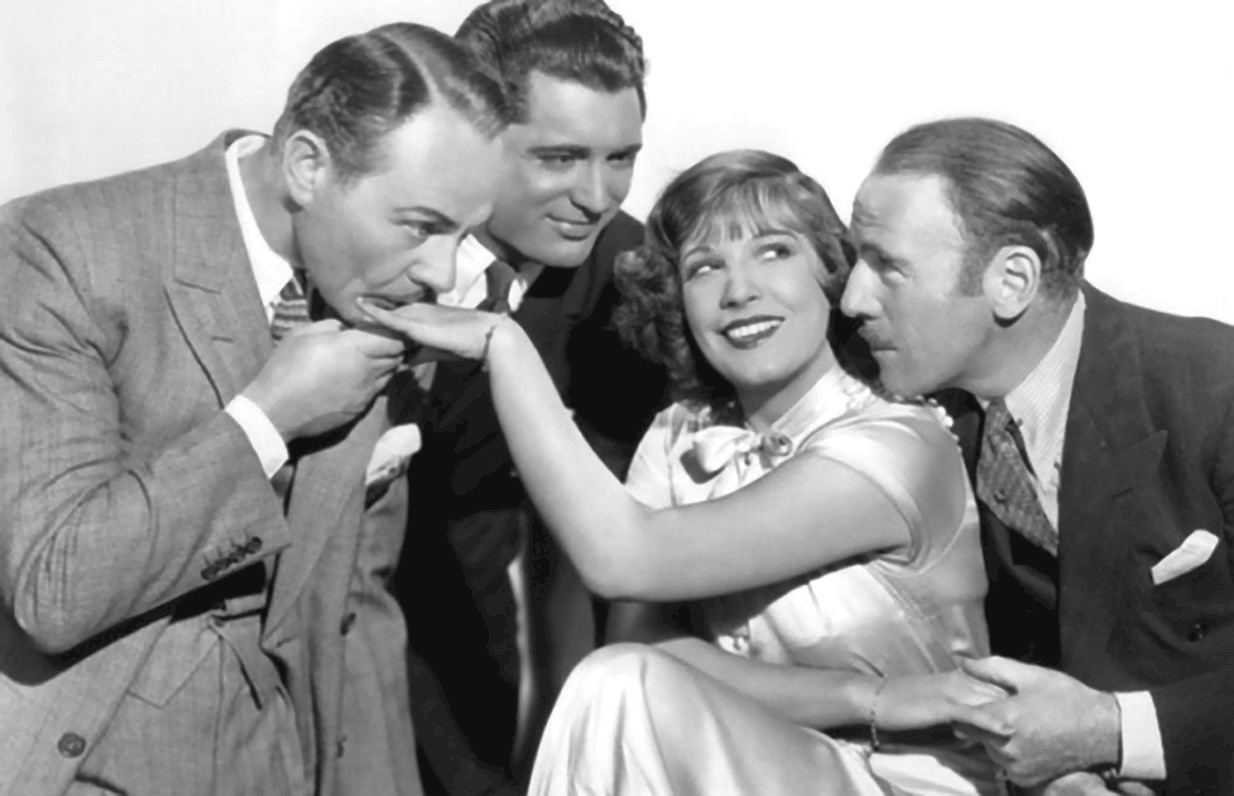
Roland Young, Cary Grant, Lili Damita i Charles Ruggles w scenie z filmu To jest ta noc (1932), będącym debiutem ekranowym aktora

Kreację Granta w sztuce Nikki pozytywnie oceniał Ed Sullivan na łamach „The New York Daily Newsa”, który podkreślał, że „młody chłopak z Anglii ma dużą przyszłość w filmach”. Przychylne recenzje spowodowały, że wziął on udział w zdjęciach próbnych studia Paramount Publix, w efekcie czego wcielił się w rolę marynarza w filmie krótkometrażowym Singapurska Sue (reż. Casey Robinson). Według biografia Grahama McCanna Grant zagrał „bez przekonania”. Dzięki Robinsonowi miał okazję spotkać się ze współzałożycielem Paramount Pictures Jesse Laskym oraz dyrektorem generalnym tej wytwórni B.P. Schulbergiem. Po udanym castingu, reżyserowanym przez Mariona Geringa, 7 grudnia 1931 Schulberg podpisał z Grantem pięcioletni kontrakt, gwarantujący mu zarobki rzędu 450 dolarów tygodniowo. Producent zażądał od artysty, aby ten zmienił swoje imię na „coś co będzie brzmiało typowo amerykańsko, jak Gary Cooper”. Ostatecznie wybór padł na Cary’ego Granta.

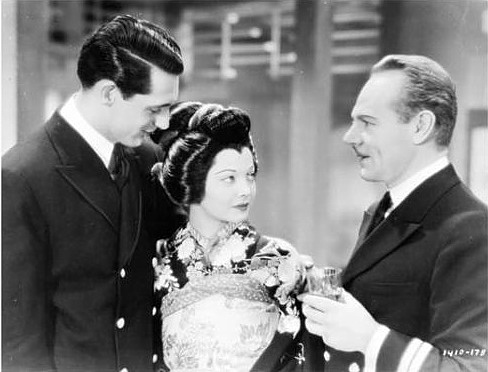
Grant, Sylvia Sidney i Charles Ruggles w Madame Butterfly (1932)

Grant postanowił utworzyć wizerunek, który McCann nazwał „uosobieniem męskiego splendoru” i sprawił, że Douglas Fairbanks stał się jego pierwszym wzorem. Biograf zauważył, że kariera Granta w Hollywood ruszyła natychmiast z uwagi na jego „prawdziwy urok”, co wyróżniało go spośród innych dobrze zapowiadających się aktorów w tamtym czasie, dzięki czemu „niezwykle łatwo można było znaleźć osoby, które chętnie wspierały jego początkującą karierę”.
Zadebiutował rolą Stephena w komedii z okresu ery Pre-Code To jest ta noc (reż. Frank Tuttle) u boku Lili Damity i Thelmy Todd. Choć Grant nie lubił odgrywanej przez siebie postaci i groził opuszczeniem Hollywood, jeden z krytyków „Variety” pochwalił występ aktora, określając go „frapującym”. W 1932 wcielił się w rolę bogatego playboya w melodramacie Blond Venus (reż. Josef von Sternberg) u boku Marlene Dietrich. William Rothman opisywał kreację Granta jako „wyobrażenie charakterystycznego rodzaju męskości nonmacho, które umożliwiło mu wcielenie się w człowieka zdolnego do bycia bohaterem romantycznym”. Sam aktor przyznawał, że w trakcie realizacji często popadał w konflikt z reżyserem, z którym dyskutował po niemiecku.
Role playboya powtórzył jeszcze w kilku filmach: w Blaskach i cieniach miłości (1932, reż. Dorothy Arzner) u boku Fredrica Marcha i Sylvii Sidney, Szatanie zazdrości (1932, reż. Marion Gering) wraz z Charlesem Laughtonem, Garym Cooperem i Tallulah Bankhead, Upalnej sobocie (1932, reż. William A. Seiter) z Nancy Carroll i Randolphem Scottem oraz Madame Butterfly (1932, reż. Marion Gering) u boku Sidney. Według biografa Marca Eliota produkcje te nie uczyniły Granta gwiazdą, lecz wystarczyły, by móc uznać go za „jednego z najszybciej rozwijających się aktorów Hollywood”.

#### Nie jestem aniołem

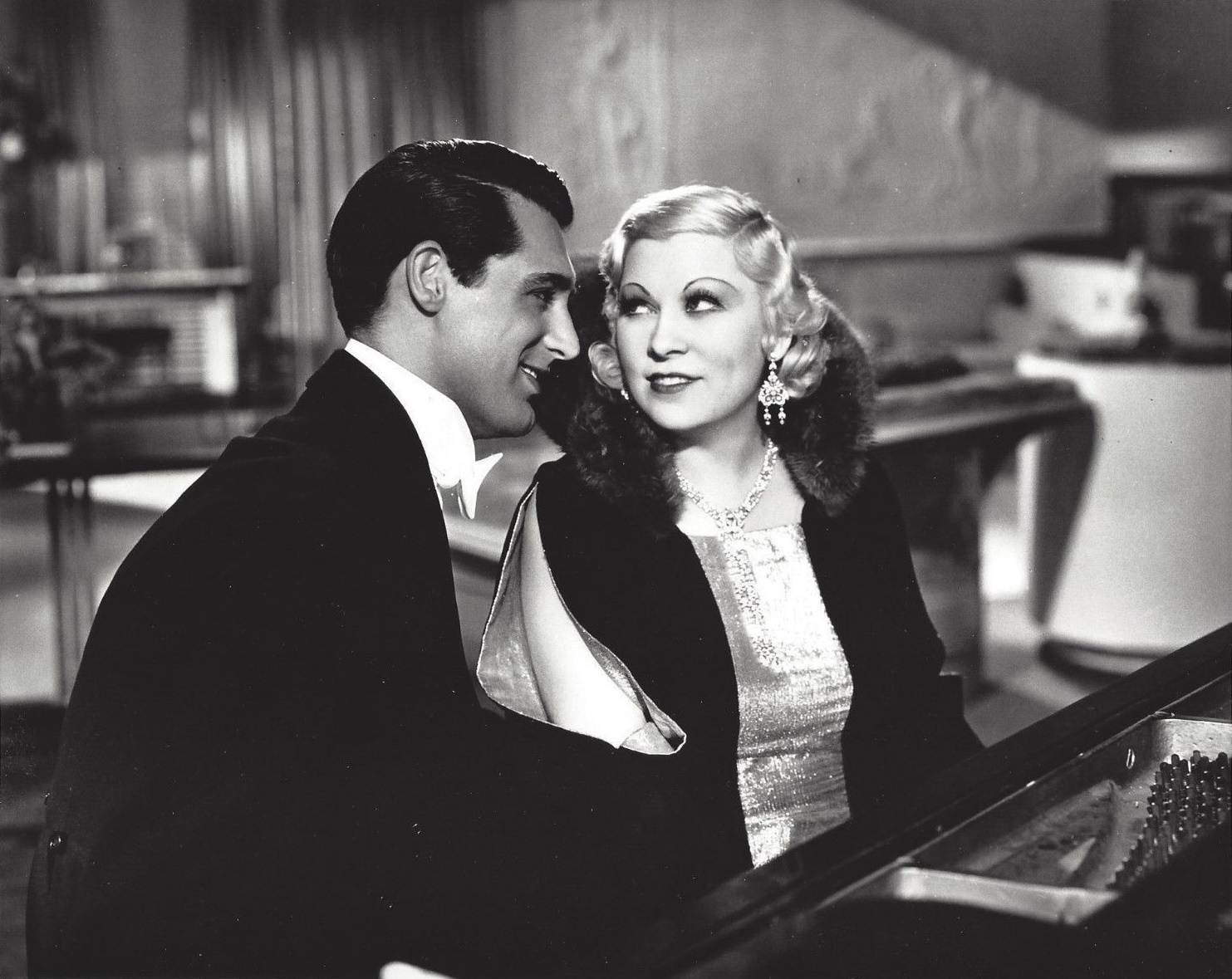
Grant i Mae West w scenie z filmu Nie jestem aniołem (1933)

W 1933 zwrócił na siebie uwagę krytyków występami w komediach romantycznych Lady Lou (reż. Lowell Sherman) i Nie jestem aniołem (reż. Wesley Ruggles). Scenariusz do Lady Lou został oparty na spektaklu Diamond Lil z 1928, a sam obraz otrzymał nominację do nagrody Akademii Filmowej w kategorii dla najlepszego filmu, przegrywając rywalizację z Kawalkadą (reż. Frank Lloyd). W obydwu filmach Grant zagrał u boku Mae West, która w późniejszych latach przyznawała, że odkryła jego talent. Pauline Kael wspominała, że aktor początkowo nie wyglądał na pewnego siebie w roli zwierzchnika Armii Zbawienia w Lady Lou, co tylko dodało jej więcej uroku. Film Shermana był przebojem w Stanach Zjednoczonych, uzyskując w tamtejszym box offisie przychód w wysokości dwóch milionów dolarów. W trakcie pracy nad Nie jestem aniołem, wynagrodzenie Granta wzrosło z 450 do 750 dolarów tygodniowo. Film okazał się jeszcze większym sukcesem niż Lady Lou, co pozwoliło uchronić Paramount przed bankructwem. Po szeregu nieudanych produkcji, wśród których były: wyprodukowany dla studia 20th Century Fox dramat Born to Be Bad (1934, reż. Lowell Sherman) z Lorettą Young, komedia romantyczna Kiss and Make Up (1934, reż. Harlan Thompson), przygodowo-romantyczny Wings in the Dark (1935, reż. James Flood) oraz prasowych rewelacjach na temat problemów małżeńskich aktora, jego pozycja u przedstawicieli Paramountu znacząco osłabła.

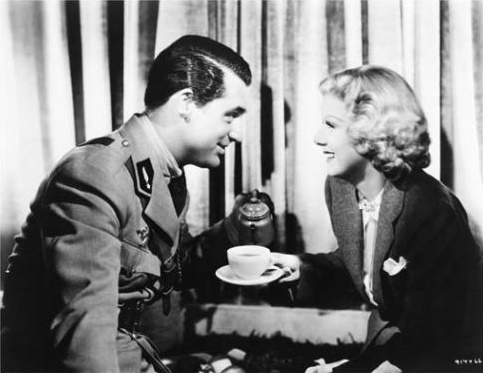
Grant i Jean Harlow w filmie Suzy (1936)

Perspektywy aktora poprawiły się, gdy w połowie 1935 został wypożyczony do RKO Pictures. Producent Pandro S. Berman zdecydował się na zatrudnienie Granta, ponieważ jak sam przyznawał: „widziałem, że robi rzeczy, które były doskonałe, a [Katharine] Hepburn też go chciała”. Pierwszym filmem dla RKO był komediodramat Sylvia Scarlett (reż. George Cukor), gdzie nawiązał współpracę z Hepburn (para w późniejszych latach trzykrotnie współpracowała ze sobą przy produkcjach filmowych). Mimo komercyjnego niepowodzenia, film zyskał uznanie wśród krytyków, a sam aktor uważał go za przełomowy w swojej karierze.
Kiedy jego umowa z Paramountem po ukończeniu Wedding Present (reż. Richard Wallace) w 1936 dobiegła końca, Grant postanowił jej nie odnawiać po tym, jak studio odmówiło mu możliwości swobodnego wybierania ról. Tym samym stał się pierwszym aktorem w Hollywood, który pracował na własną rękę, bez żadnego kontraktu. Dzięki temu mógł liczyć na zyski w wysokości 300 tys. dolarów za film. Pierwszą produkcją, w której wystąpił jako aktor niezależny, była komedia romantyczna The Amazing Quest of Ernest Bliss (reż. Alfred Zeisler). Zdjęcia do filmu realizowano w Anglii. Obraz Zeislera okazał się finansową klapą, co skłoniło Granta do ponownego rozważenia swojej wcześniejszej decyzji. Sukces kasowy i uznanie krytyków za dramat Suzy (1936, reż. George Fitzmaurice), gdzie wcielił się w rolę francuskiego lotnika u boku Jean Harlow i Franchota Tone’a, doprowadził do podpisania przez aktora wspólnej umowy ze studiami RKO i Columbia Pictures, w której zawarto klauzulę, pozwalającą na wybór przez Granta odpowiadających mu ról. Kontrakt aktora z drugą z wymienionych wytwórni wiązał strony na cztery filmy w ciągu dwóch lat, gwarantując Grantowi zarobki rzędu 50 tys. za dwa pierwsze i 75 tys. dolarów za każdy następny.

### Lata 30. i 40.

#### Kariera w Hollywood

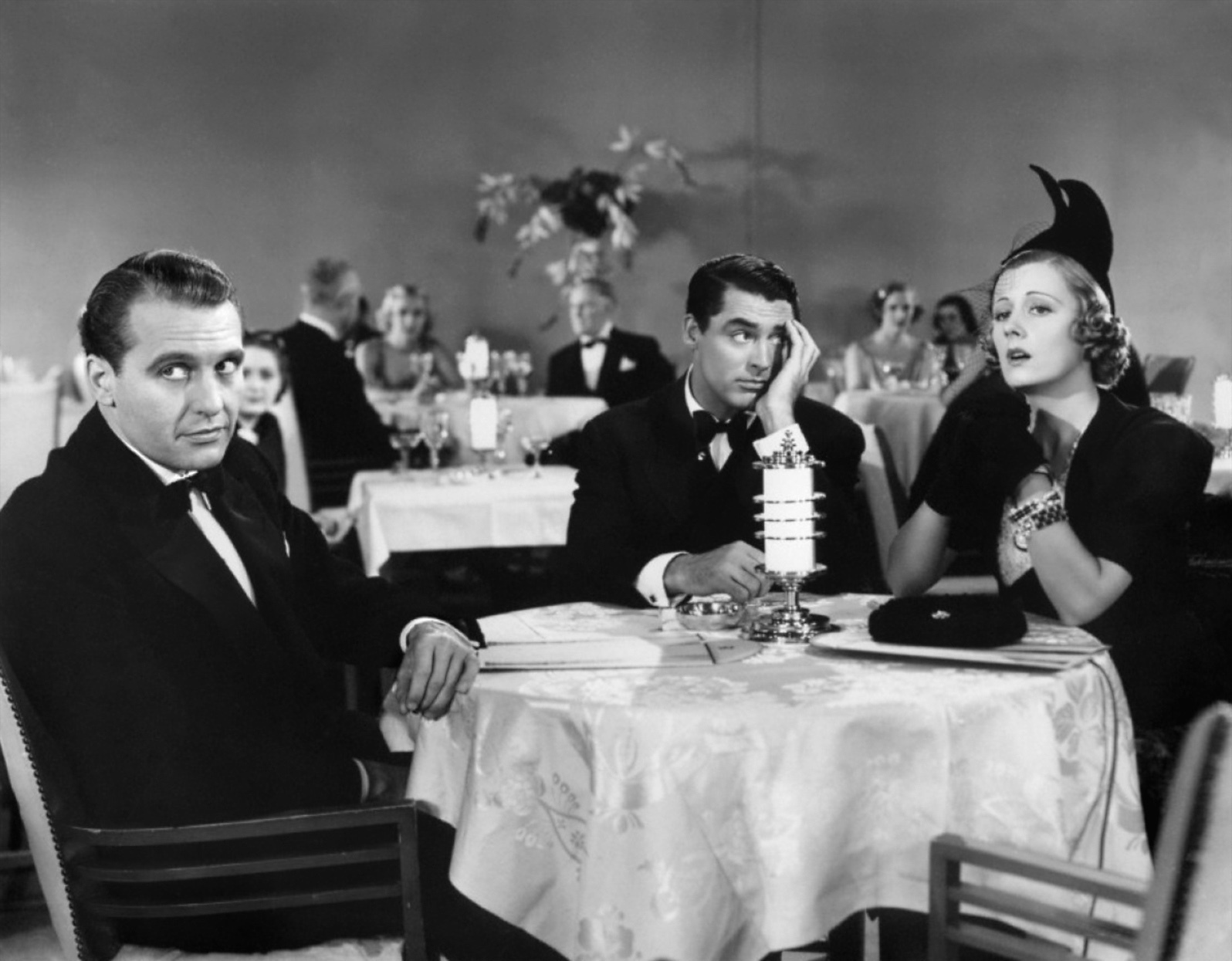
Ralph Bellamy, Cary Grant i Irene Dunne w filmie Naga prawda (1937)

W 1937 zrealizował pierwszy film dla Columbia – musical When You’re in Love (reż. Harry Lachman, Robert Riskin), w którym wystąpił u boku śpiewaczki operowej Grace Moore. Zebrał on pochlebne recenzje, a Mae Tinée z dziennika „The Chicago Daily Tribune” pochwaliła kreację aktora, pisząc, że jest to „najlepsza rzecz jaką zrobił od dłuższego czasu”. Po komercyjnym niepowodzeniu biograficznej Potęgi złota (reż. Rowland V. Lee) Grant został wypożyczony do studia Hala Roacha, gdzie zagrał w screwball comedy Niewidzialne małżeństwo (reż. Norman Z. McLeod) zrealizowanej dla Metro-Goldwyn-Mayer. Film McLeoda okazał się najbardziej kasową komedią w dotychczasowym dorobku aktora. „Variety” pisał, że zarówno Grant, jak i Constance Bennett zręcznie wykonują przydzielone im zadania.

#### Naga prawda
Biograf Jerry Vermilye przyznał, że sukces Niewidzialnego małżeństwa był „logiczną trampoliną” do otrzymania przez Granta głównej roli w screwball comedy Naga prawda (reż. Leo McCarey). Na planie po raz pierwszy miał okazję współpracować z Irene Dunne i Ralphem Bellamym. Pomimo że McCarey rzekomo nie przepadał za Grantem – który wyśmiewał go odgrywając jego maniery w filmie – to w trakcie ujęć potrafił docenić komediowy talent aktora i często namawiał go do wykorzystywania umiejętności rozwiniętych w wodewilu. Film okazał się sukcesem komercyjnym oraz otrzymał pozytywne opinie od krytyków. Naga prawda pozwoliła ugruntować pozycję Granta jako gwiazdy Hollywood, a także uczyniła z niego wiodącego aktora gatunku screwball comedy. Benjamin Schwarz przyznawał po latach na łamach „The Atlantic”, że Naga prawda była dla Granta „początkiem najbardziej spektakularnej passy jednego aktora w historii kinematografii amerykańskiej”.

#### Drapieżne maleństwo,Dziewczyna Piętaszek
W 1938 wystąpił u boku Hepburn w screwball comedy Drapieżne maleństwo (reż. Howard Hawks), która obfitowała w kłótnie i słowne potyczki między ekranową parą, a na jej planie użyto m.in. żywych lampartów. Grant, który początkowo nie był pewien w jaki sposób odgrywać swoją rolę, otrzymał wskazówkę od Hawksa, by wyobraził sobie styl Harolda Lloyda. W trakcie zdjęć aktor otrzymał większą swobodę w scenach komediowych w stosunku do Hepburn, dla której były to początki w tym gatunku. Aktor nie czuł się zbyt swobodnie w towarzystwie lamparta na planie. Hepburn w ramach żartu umieściła w wylocie kanału wentylacyjnego w jego garderobie wypchanego lamparta. Jak wspominała w swojej biografii, Grant na jego widok „wybiegł niczym błyskawica”. Pomimo ponad 350 tys. strat dla RKO, film zebrał entuzjastyczne recenzje.

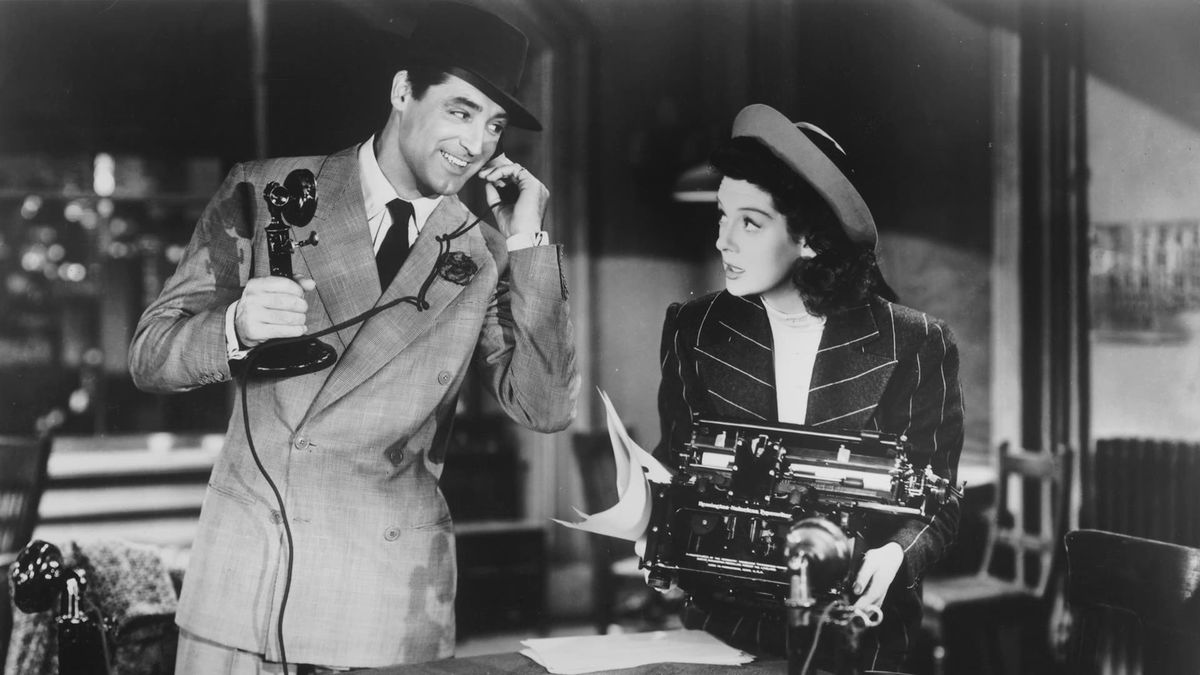
Cary Grant i Rosalind Russell w Dziewczynie Piętaszek (1940)

W tym samym roku obydwoje ponownie wystąpili razem, grając główne role w komedii romantycznej Wakacje (reż. George Cukor), będącej remakiem filmu z 1930. Produkcja była finansową porażką do tego stopnia, że Hepburn zaczęto określać w prasie mianem „trucizny box office’u”. Seria komercyjnych niepowodzeń nie zachwiała pozycją Granta, którego rozpoznawalność była większa niż wcześniej. Jerry Vermilye uważał, że w 1939 jego role zaczęły być bardziej dramatyczne, aczkolwiek wciąż z humorystycznym wydźwiękiem. W przygodowo-historycznym Gunga Din (reż. George Stevens), którego akcja rozgrywała się w bazie militarnej na terenie Indii, wcielił się w postać sierżanta wojsk brytyjskich Archibalda Cuttera, grając m.in. u boku Douglasa Fairbanksa Jr. W następnych produkcjach wykreował role pilota Geoffa Cartera w przygodowym melodramacie Tylko aniołowie mają skrzydła (reż. Howard Hawks) z Jean Arthur i Ritą Hayworth oraz zamożnego właściciela ziemskiego Aleca Walkera w In Name Only (reż. John Cromwell) z Carole Lombard i Kay Francis.
W 1940 Grant wystąpił w screwball comedy Dziewczyna Piętaszek (reż. Howard Hawks), grając gruboskórnego wydawcę gazety, który dowiaduje się, że jego była żona i dziennikarka (Rosalind Russell), ma wyjść za mąż za specjalistę ubezpieczeniowego. Film zebrał pochlebne recenzje i był chwalony m.in. za silną chemię i „werbalny atletyzm” pomiędzy dwójką głównych bohaterów. Moja najmilsza żona (reż. Garson Kanin), przy produkcji której Grant ponownie współpracował z Dunne, została określona przez magazyn „Life” mianem „pierwszorzędnej komedii”. Produkcja Kanina była drugim najbardziej dochodowym filmem dla RKO, przynosząc 500 tys. dolarów zysku.

#### Filadelfijska opowieść
9 września na ekrany kin wszedł dramat Howardowie z Wirginii (reż. Frank Lloyd), gdzie Grant wystąpił u boku Marthy Scott. Bosley Crowther, w recenzji zamieszczonej na łamach „The New York Timesa”, przyznawał, że to „jeden z najlepszych historycznych obrazów jakie zrobiono do tej pory”. Ostatnim filmem aktora zrealizowanym w 1940 była komedia romantyczna Filadelfijska opowieść (reż. George Cukor) oparta na sztuce pióra Philipa Barry’ego, gdzie po raz czwarty i ostatni wystąpił wspólnie z Hepburn. Na ekranie partnerował im James Stewart. Grant wcielił się w rolę Dextera Havena, byłego męża Tracy Samanthy Lord (Hepburn). „The Hollywood Reporter” pisał, że „nie ma wystarczającej liczby słów, aby docenić ten obraz”, dodając: „pięknie skromny i powściągliwy występ Granta zyskał uznanie”. Sam aktor uważał swoją kreację na tyle dobrą, że był rozczarowanym gdy nie uzyskał za nią nominacji do nagrody Akademii Filmowej, co skwitował w żartobliwym tonie: „Muszę wpierw osmolić swoje zęby, nim Akademia potraktuje mnie poważnie”, nawiązując do sympatii ówczesnych członków Akademii do aktorów wcielających się w role włóczęgów i uciskanych bohaterów. Całe swoje wynagrodzenie za udział w produkcji (175 tys. dolarów) Grant przeznaczył na wojskowy fundusz charytatywny i Czerwony Krzyż. Miało to związek z wydarzeniem, w którym pięciu członków jego rodziny zginęło w trakcie walk w Europie podczas II wojny światowej. Filadelfijska opowieść okazała się przebojem kasowym, przynosząc zyski rzędu ponad dwóch milionów dolarów.
Za kreację Rogera Adamsa w melodramacie Ich dziecko z Irene Dunne (1941, reż. George Stevens), Grant otrzymał pierwszą nominację do nagrody Akademii Filmowej w kategorii dla najlepszego aktora pierwszoplanowego, przegrywając rywalizację z Garym Cooperem, który zdobył statuetkę za rolę żołnierza Alvina Yorka w filmie biograficznym Sierżant York (1941, reż. Howard Hawks). Geoffrey Wansell uważał, że film Ich dziecko wywarł duże emocjonalne wrażenie na aktorze, ponieważ w tym czasie zaczął on rozmawiać ze swoją żoną Barbarą Hutton o posiadaniu potomstwa.

#### Podejrzenie

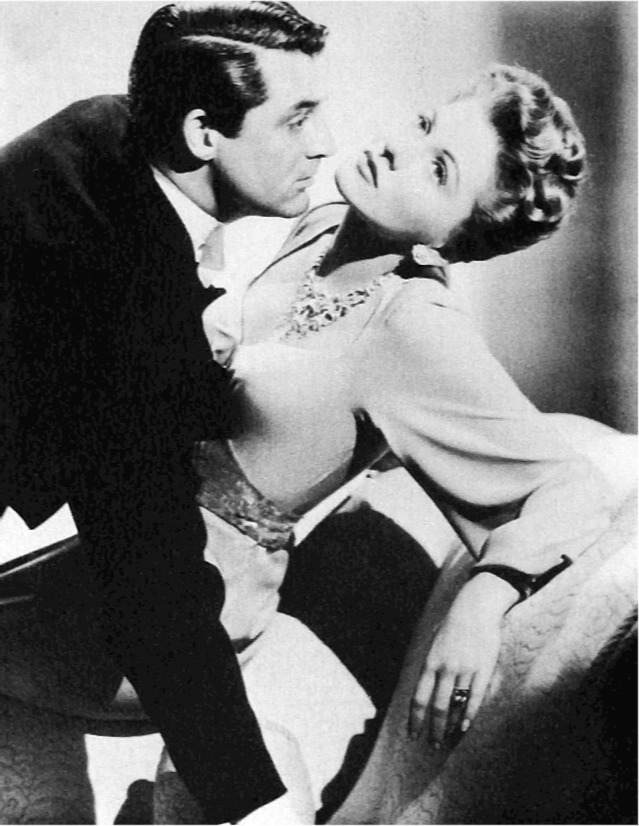
Cary Grant i Joan Fontaine na fotosie z filmu Podejrzenie (1941), który zapoczątkował długoletnią współpracę aktora z Alfredem Hitchcockiem

W tym samym roku Grant nawiązał współpracę z Alfredem Hitchcockiem, występując wraz z Joan Fontaine w psychologicznym dreszczowcu Podejrzenie, zekranizowanym według powieści Before the Facts, autorstwa Francisa Illsa z 1932. Aktor nie był zadowolony ze współpracy z Fontaine, którą uważał za zbyt temperamentną i nieprofesjonalną. Reżyser w trakcie pracy nad filmem podsycał różnego rodzaju konflikty pomiędzy odtwórcami głównych ról, mając nadzieje na uzyskanie odpowiedniego napięcia na ekranie. W późniejszym czasie przyznawał, że zakończenie filmu, gdzie główny bohater zostaje wysłany do więzienia zamiast popełnić samobójstwo było „kompletną pomyłką z powodu tej historii z Carym Grantem. Jeśli nie masz cynicznego zakończenia, to historia staje się zbyt prosta”.
W 1942 uczestniczył w trzytygodniowej trasie po Stanach Zjednoczonych, będąc częścią grupy wspierającej działania wojenne. Grant odwiedzał rannych żołnierzy w szpitalu i w ramach tournée często występował wspólnie z komikiem Bertem Lahrem. W maju wziął udział w dziesięciominutowym propagandowym projekcie Road to Victory razem z Bingiem Crosbym, Charlesem Rugglesem i Frankiem Sinatrą. Kolejną produkcją był komediodramat Głosy miasta (reż. George Stevens), gdzie wcielił się w rolę aktywisty politycznego Leopolda Dilga, oskarżonego o podpalenie i morderstwo. Ukrywając się w domu z bohaterami granymi przez Jean Arthur i Ronalda Colmana planuje zagwarantowanie sobie wolności. W obrazie Pewnego razu podczas miodowego miesiąca (reż. Leo McCarey) wykreował postać korespondenta wojennego Patricka O’Toole’a u boku Ginger Rogers oraz Waltera Slezaka. W następnym roku zagrał w komediodramacie Mr. Lucky (reż. H.C. Potter), wcielając się w Joe Adamsa, oszusta i hazardzistę. Komercyjny sukces wojennej produkcji Cel: Tokio (reż. Delmer Daves) – którą zrealizowano w przeciągu dwóch miesięcy – sprawił, że recenzent „Newsweeka” uznał go za jeden z najlepszych występów w karierze Granta.
W 1944 wystąpił wraz z Peterem Lorrem, Priscillą Lane i Raymondem Masseyem w czarnej komedii Franka Capry Arszenik i stare koronki, wcielając się w postać maniaka Mortimera Brewstera należącego do dziwacznej rodziny z dwiema morderczymi ciotkami oraz wujkiem podającym się za prezydenta Teddy’ego Roosevelta. Aktor w późniejszych latach wspominał, że trudno było mu borykać się z makabryczną tematyką filmu, przez co udział w nim uważał za swój najgorszy występ w karierze. Całą gażę w wysokości 100 tys. dolarów przeznaczył na fundację wspierającą ofiary wojny. Za rolę Erniego Motta w melodramacie Nic oprócz samotnego serca (reż. Clifford Odets) otrzymał drugą nominację do nagrody Akademii Filmowej dla najlepszego aktora pierwszoplanowego. Grant przegrał rywalizację z Bingiem Crosbym, nagrodzonym za kreację ojca Chucka O’Malleya w melodramacie Idąc moją drogą (1944, reż. Leo McCarey).
W 1946 wystąpił w charakterze gościnnym w komedii wojennej Bez zastrzeżeń (reż. Mervyn LeRoy) gdzie główne role zagrali Claudette Colbert i John Wayne. W tym samym roku wcielił się w Cole’a Portera, amerykańskiego kompozytora, twórcę musicali wystawianych m.in. na Broadwayu, w biograficznym obrazie Dzień i noc (reż. Michael Curtiz). Produkcja okazała się problematyczna z niektórymi scenami wymagającymi wielokrotnych dubli, co frustrowało obsadę i ekipę. Aktor nie lubił tego filmu, lecz Porter wraz z małżonką Lindą wyrażali pozytywne opinie.

#### Osławiona
Kolejnym filmem był psychologiczno-szpiegowski dreszczowiec noir Osławiona w reżyserii Hitchcocka. Grant wykreował postać T.R. Devlina, agenta FBI, który zleca Alicii Huberman (Ingrid Bergman), córce byłego agenta wywiadu, infiltrację brazylijskiej organizacji zbiegłych nazistów z czasów II wojny światowej. Podczas prac nad filmem, Hitchcock kładł duży nacisk na zbliżenia lub półzbliżenia kamery na twarze aktorów. Do historii filmu przeszła scena, w której bohaterowie grani przez Bergman i Granta, odgrywają trwający niespełna dwie i pół minuty pocałunek. Wansell pisał, że występ Granta „uwydatnia jak bardzo rozwinęły się jego wyjątkowe cechy aktorskie od czasu Nagiej prawdy”.

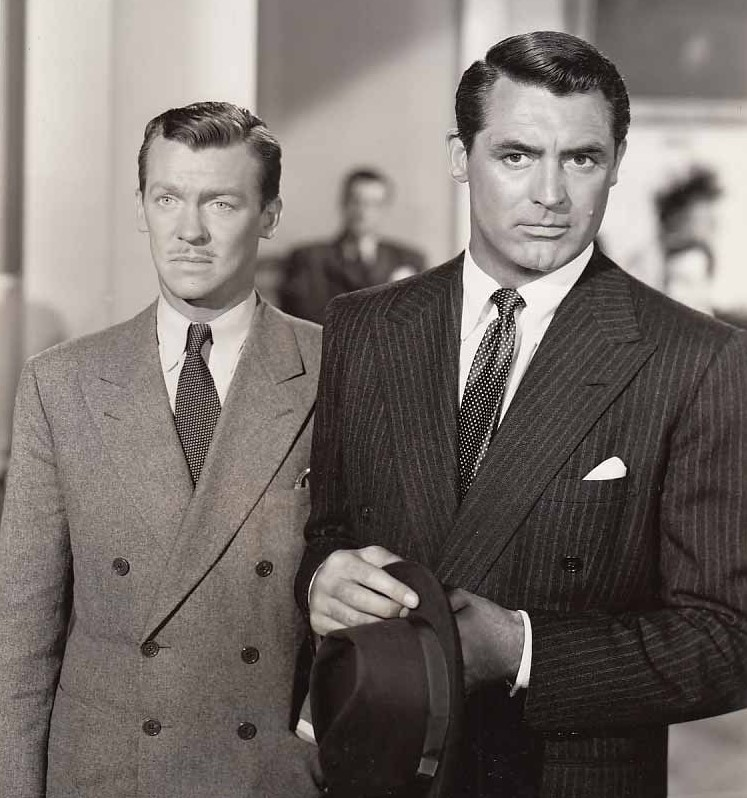
Dan Tobin i Cary Grant w filmie Kawalerski rycerz (1947)

W 1947 wystąpił w – pozytywnie odebranym przez grono krytyki z uwagi na slapstickowe cechy i dobrą chemię ekranową z Myrną Loy – filmie Kawalerski rycerz (reż. Irving Reis), który osiągnął jeden z najlepszych wyników finansowych roku w box offisie. Film Żona biskupa (reż. Henry Koster), w którym Grant zagrał posłańca z nieba, którego zadaniem jest poprawa relacji między biskupem (w tej roli David Niven) a jego żoną (Loretta Young), również otrzymał pozytywne recenzje i spotkał się z zadowalającą frekwencją w kinach. Został nominowany w pięciu kategoriach do nagrody Akademii Filmowej, a „Life” określał go „inteligentnie napisanym i umiejętnie zagranym” obrazem. W 1948 Grant nawiązał ponowną współpracę z Myrną Loy, tym razem w komedii Marzenia o domu – wymarzone domy (reż. H.C. Potter). Choć film Pottera przyniósł straty dla RKO, to Philip T. Hartung z „Commonweal” przyznał, że rola „sfrustrowanego człowieka reklamy”, była jedną z najlepszych w karierze Granta. Aktor zakończył rok na czwartym miejscu w zestawieniu najbardziej dochodowych gwiazd w box offisie.
W 1949 Grant wystąpił u boku Ann Sheridan w komedii Byłem wojenną narzeczoną (reż. Howard Hawks), gdzie w kilku scenach pojawił się w przebraniu kobiety, mając na sobie spódnicę i perukę. Miesiąc po rozpoczęciu zdjęć aktor zachorował na infekcyjne zapalenie wątroby, przez co znacząco stracił na wadze. Film Hawksa przyniósł cztery i pół miliona dolarów zysku, stając się najbardziej dochodową produkcją studia 20th Century Fox. Często porównywany był do innych filmów reżysera z gatunku screwball comedy z końca lat 30. W owym czasie Grant był jednym z najlepiej opłacanych aktorów Hollywood, zarabiając 300 tys. dolarów za udział w filmie.

### Lata 50. i 60.

#### Małpia kuracja

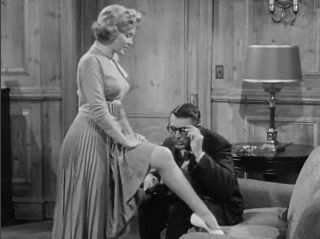
Marilyn Monroe i Cary Grant w filmie Małpia kuracja (1952)

Początek lat 50. był spadkiem zainteresowania produkcjami z udziałem Granta. Jego role w dreszczowcu Kryzys (1950, reż. Richard Brooks) i komediodramacie Ludzie będą gadać (1951, reż. Joseph L. Mankiewicz) zostały przyjęte przez krytyków i publiczność bez większego entuzjazmu. Reżyser Kryzysu Richard Brooks uważał, że umieszczenie Granta w tak poważnym filmie było „receptą na katastrofę”. Po dwudziestu latach aktor zaczął odczuwać zmęczenie i znużenie byciem Carym Grantem, jego sukcesami, bogactwem i rozpoznawalnością, zauważając: „Granie samego siebie, prawdziwego siebie, jest najtrudniejszą rzeczą na świecie”.
W 1952 wystąpił w familijnym komediodramacie Room for One More (reż. Norman Taurog), wcielając się w rolę George’a Rose’a, który wraz ze swoją żoną, Anną (Betsy Drake), adoptuje dwójkę dzieci z sierocińca. Przy okazji realizacji niekonwencjonalnej screwball comedy Małpia kuracja z Ginger Rogers i Marilyn Monroe w rolach głównych, Grant ponownie spotkał się na planie z reżyserem Howardem Hawksem. Partnerującą mu Monroe uważał za „nieśmiałą, cichą i smutną”. Mimo że jeden z krytyków „Motion Picture Herald” w entuzjastycznych słowach chwalił grę aktorską Granta, pisząc, że był to najlepszy występ w jego karierze, to sam film otrzymał mieszane recenzje. Zdaniem Bosleya Crowthera obraz był mieszanką zwariowanej, szybkiej i nieskrępowanej farsy, i jeśli jest dobrze zrobiony, to może być szalenie zabawny, ale może też być nudny.
Grant miał nadzieję, że udział w komedii romantycznej Żona moich marzeń (1953, reż. Sidney Sheldon) u boku Deborah Kerr pozwoli ocalić jego karierę, jednak słabo przyjęty ze strony widzów i krytyków film okazał się finansową porażką. W trakcie realizacji ponownie zmagał się z zapaleniem wątroby. Aktor odrzucił udział w Rzymskich wakacjach (reż. William Wyler), uważając, że jest za stary aby grać razem z debiutującą Brytyjką Audrey Hepburn. Mimo rozważania jego kandydatury do głównej roli w dramacie musicalowym Narodziny gwiazdy (reż. George Cukor), doszedł do wniosku, że jego kariera dobiegła końca i wycofał się z branży filmowej.

#### Złodziej w hotelu

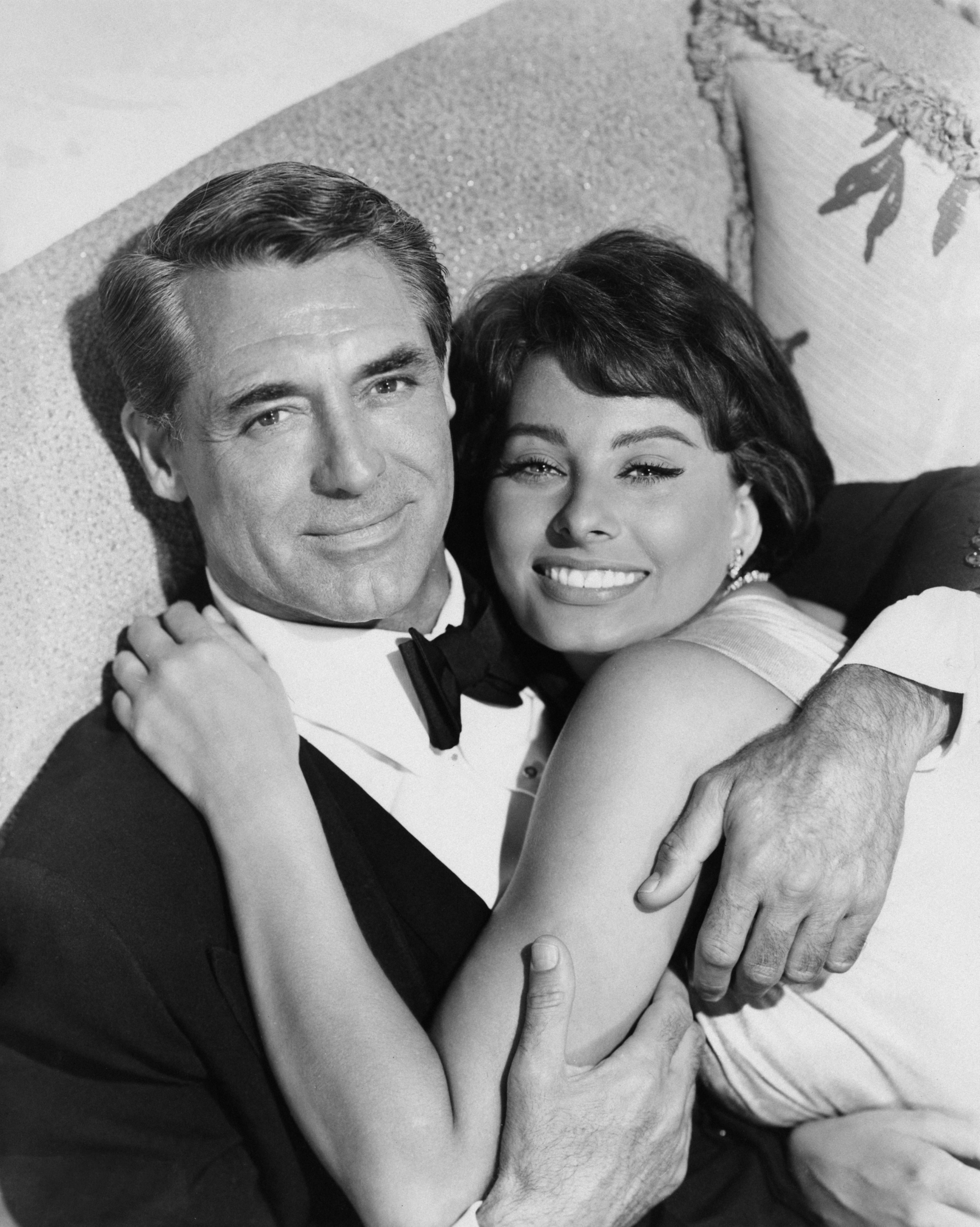
Cary Grant i Sophia Loren na fotosie z filmu Dom na łodzi (1958)

W 1955 – za namową Hitchcocka – dał się przekonać do udziału w romantycznym dreszczowcu Złodziej w hotelu, opartego na motywach powieści Davida F. Dodge’a. Aktor wcielił się w rolę emerytowanego złodzieja Johna Robiego mieszkającego na francuskiej riwierze. Współpraca z Grace Kelly układała się na tyle dobrze, że Grant wspominał ją jako jeden z najprzyjemniejszych momentów w swojej karierze, podkreślając jej profesjonalizm. W późniejszym czasie przyznawał, że Kelly była „prawdopodobnie najlepszą aktorką, z jaką kiedykolwiek pracowałem”. Choć sam film otrzymał zróżnicowane opinie, to krytycy podkreślali łagodną i urodziwą prezencję Granta na ekranie oraz jego komediowy zmysł.
Grant był jednym z pierwszych aktorów, który nie odnowił swojego kontraktu, opuszczając system studyjny kontrolujący niemal całkowicie wszystkie aspekty życia artystów. Samodzielnie decydował o wyborze swoich ról filmowych, często również reżyserów i grających u jego boku aktorów, a także negocjował udział w przychodzie, co było rzadkością w tamtych czasach. Otrzymał 700 tys. dolarów z tytułu dziesięcioprocentowego udziału w przychodzie ze sprzedaży udanego Złodzieja w hotelu, podczas gdy Hitchcock, zajmujący się reżyserią i produkcją, zarobił niecałe 50 tys. dolarów.

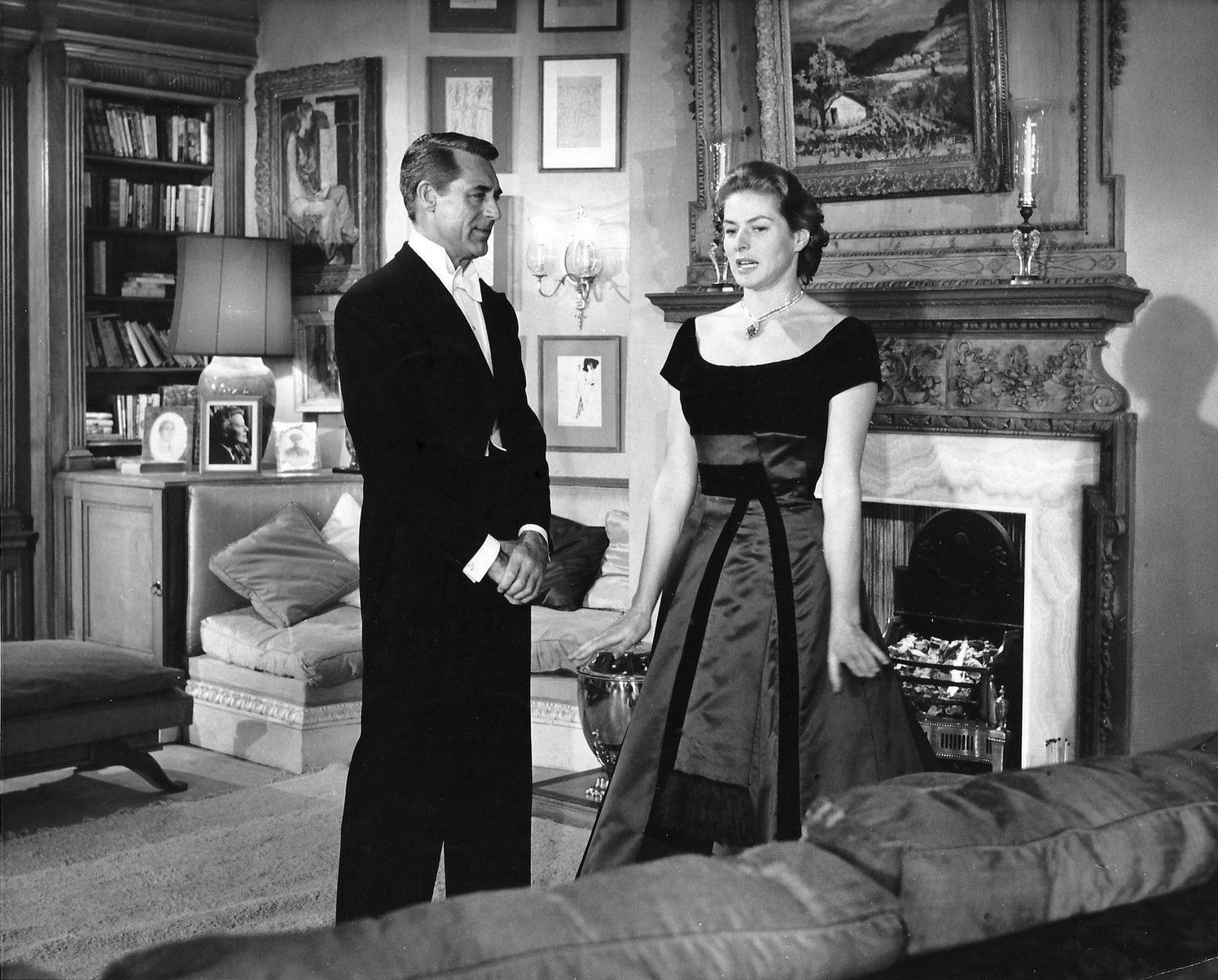
Cary Grant i Ingrid Bergman w filmie Niedyskrecja (1958), który był jednym z ulubionych w dorobku aktora

W 1957 wystąpił u boku Deborah Kerr w Niezapomnianym romansie (reż. Leo McCarey), grając zagranicznego playboya, który z czasem staje się obiektem uczuć Terry McKay (Kerr). Richard Schickel ocenił film w kategoriach jednego z najlepszych romantycznych obrazów tamtego okresu, zauważając jednak przy tym niezupełnie udaną dla Granta próbę wyparcia z filmu „rozlewającego się sentymentalizmu”. W tym samym roku zagrał wraz z Sophią Loren w wojennej Dumie i namiętności (reż. Stanley Kramer). Aktor wyrażał również zainteresowanie występem w Moście na rzece Kwai (reż. David Lean), jednak zmuszony był zrezygnować z uwagi na prace przy Dumie i namiętności. Jak przyznawał nie zagrał roli komandora Shearsa (wystąpił w niej William Holden), ponieważ był niezdecydowany. Zdjęcia do Dumy i namiętności realizowane były w Hiszpanii i okazały się problematyczne – Frank Sinatra, obsadzony w jednej z głównych ról, irytował ekipę swoim zachowaniem, a Grant ponownie zmagał się z zapaleniem wątroby. Film Kramera otrzymał negatywnie opinie ze strony krytyków, a sam reżyser określił go mianem katastrofy. Zabiegania Granta o względy Loren na planie filmowym okazały się bezowocne, co spotęgowało jego złość, kiedy Paramount ponownie obsadziło dwoje aktorów w komedii romantycznej Dom na łodzi (reż. Melville Shavelson). Napięcie seksualne między dwójką podczas produkcji było tak duże, że producenci uznali dokończenie filmu za prawie niemożliwe.
W 1958 ponownie zagrał u boku Ingrid Bergman w komedii romantycznej Niedyskrecja (reż. Stanley Donen), nawiązując z nią bliską przyjaźń oraz nabierając szacunku dla jej aktorskich umiejętności. W ocenie Schickela Niedyskrecja była prawdopodobnie najlepszą komedią romantyczną epoki, a sam Grant zaliczał ją do grona swoich ulubionych produkcji. Za kreację Philipa Adamsa otrzymał pierwszą nominację do Złotego Globu w kategorii dla najlepszego aktora w filmie komediowym lub musicalu. Rok zakończył jako najbardziej dochodowy aktor w box offisie.

#### Północ, północny zachód

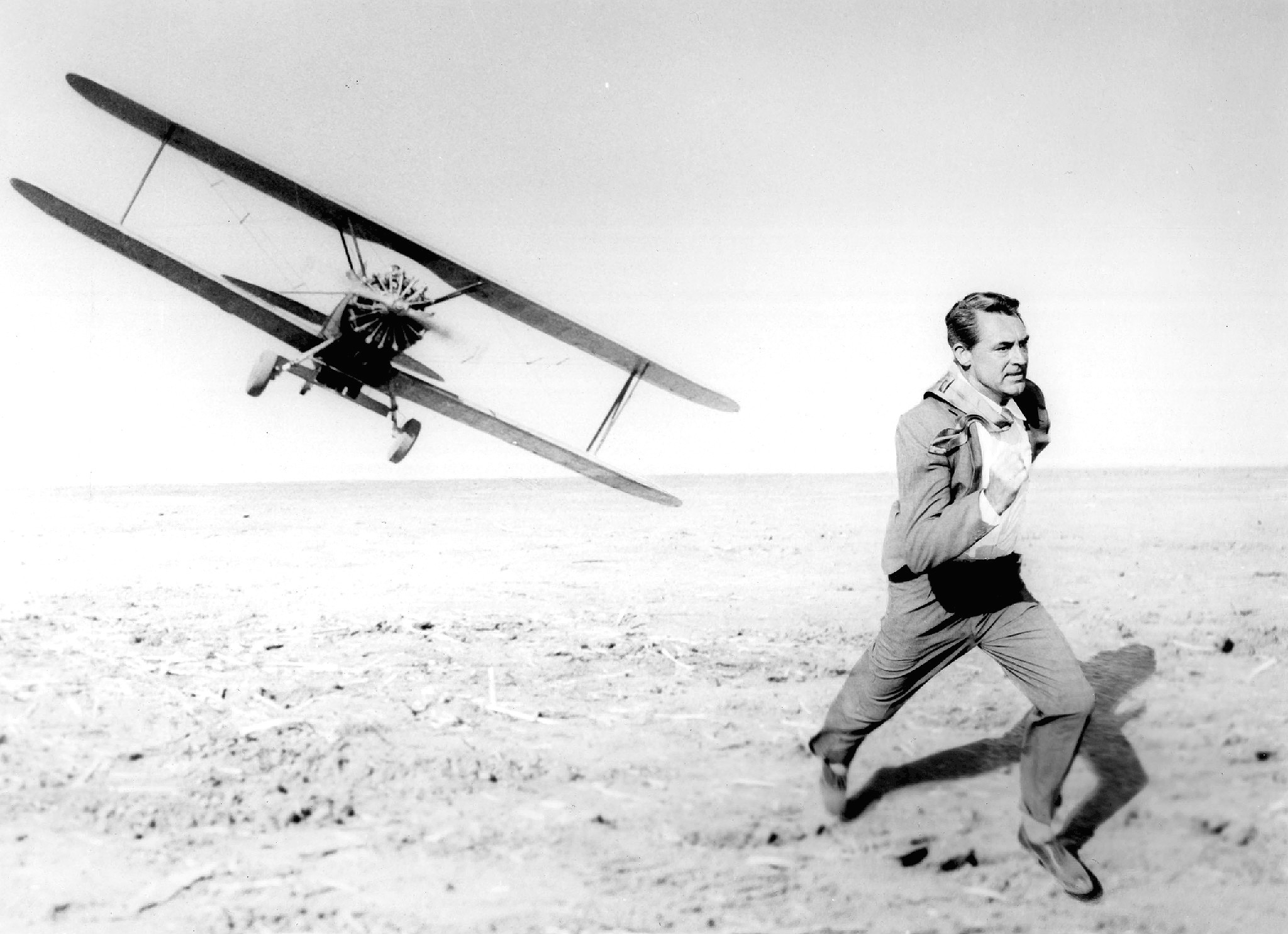
Cary Grant w filmie Północ, północny zachód (1959), w scenie rozpylania przez samolot środków ochrony roślin

W 1959 Grant wystąpił w szpiegowsko-sensacyjnym dreszczowcu Północ, północny zachód w reżyserii Hitchcocka, który został pozytywnie przyjęty przez krytyków. Podczas premiery w nowojorskiej Radio City Music Hall film nagrodzono zbiorową owacją na stojąco i oklaskami. Fabuła skupiała się na kierowniku agencji reklamowej (Grant), ściganym przez grupę szpiegów, którzy omyłkowo biorą go za osobę z kręgu agencji rządowej. W głównej roli żeńskiej wystąpiła Eva Marie Saint. W trakcie realizacji aktor udzielał Hitchcockowi wielu wskazówek i wykazywał się dużą ignorancją na wszelkie jego uwagi. „Cała sztuka polega na tym, aby nie zważać na to, co mówi Hitchcock. Tak czy owak, wiem co mu chodzi po głowie, i robię dokładnie odwrotnie”. W filmie Grant ubrany był w jeden z najbardziej kultowych garniturów w historii filmu – szyty na miarę u krawców przy Savile Row wełniany, koloru szarego. Za swoją rolę został uhonorowany włoską nagrodą David di Donatello w kategorii dla najlepszego aktora zagranicznego.
Rok 1959 zakończył występem w komedii wojennej Operacja „Halka” (reż. Blake Edwards) u boku Tony’ego Curtisa. Jeden z recenzentów „Variety” uznał jego komiczny wizerunek za klasyczny przykład tego, jak wywołać śmiech widowni na sali kinowej bez konieczności wypowiadania kwestii. Film Edwardsa okazał się sukcesem kasowym, stając się najbardziej dochodową produkcją Granta w amerykańskim box offisie, przynosząc zyski w wysokości dziewięciu milionów dolarów. Aktor otrzymał drugą nominację do Złotego Globu w kategorii dla najlepszego aktora w filmie komediowym lub musicalu.
W 1960 wystąpił wraz z Deborah Kerr, Jean Simmons i Robertem Mitchumem w komedii Cudze chwalicie… (reż. Stanley Donen), której zdjęcia realizowano w angielskim Osterley Park i Shepperton Studios. Graham McCann zwracał uwagę na czerpanie przez Granta przyjemności z „drwienia z przesadnie wyrafinowanych gustów i manieryzmów jego arystokratycznego bohatera”. Rola ta przyniosła mu trzecią nominację do Złotego Globu. Film Donena postrzegany był jako najgorszy w dorobku aktora od czasów Żony moich marzeń z 1953.
W 1962, wraz z Doris Day, zagrał główną rolę w komedii Powiew luksusu (reż. Delbert Mann), za którą uzyskał czwartą nominację do Złotego Globu. Obraz Manna był drugim najbardziej dochodowym filmem w jego dorobku. Producenci Albert R. Broccoli i Harry Saltzman brali pod uwagę kandydaturę Granta do roli Jamesa Bonda w filmie Doktor No (1962, reż. Terence Young), lecz odrzucili ją gdy okazało się, że aktor mógłby zagrać tylko w jednej odsłonie cyklu.

#### Szarada

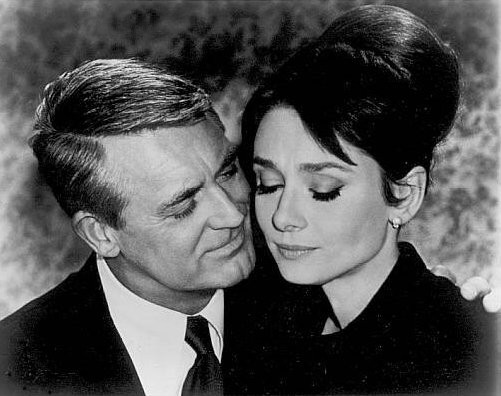
Cary Grant i Audrey Hepburn w filmie Szarada (1963)

W 1963 Grant wystąpił w ostatniej, charakterystycznej dla siebie łagodnej i romantycznej roli w Szaradzie (reż. Stanley Donen) u boku Audrey Hepburn. Film łączył w sobie elementy dreszczowca, komedii oraz romansu. Według aktora doświadczenie pracy z Brytyjką było czymś wspaniałym. Uważał, że bliskość ich związku była wyraźnie widoczna na ekranie. Jak wspominała Hepburn, Grant w trakcie realizacji miał obawy związane z różnicą wieku i uważał, że będzie skrytykowany za spotykanie się z kimś znacznie młodszym od siebie. Chris Barsanti pisał: „To sprytna kokieteria sprawia, że film jest tak pomysłową rozrywką. Grant i Hepburn grają ze sobą jak profesjonaliści, którymi są”. Szarada została pozytywnie odebrana przez krytyków. Często nazywano ją „najlepszym hitchcockowskim filmem, którego nie zrobił Hitchcock”. Grant został nominowany do brytyjskiej nagrody BAFTA w kategorii dla najlepszego aktora zagranicznego i po raz piąty do Złotego Globu.

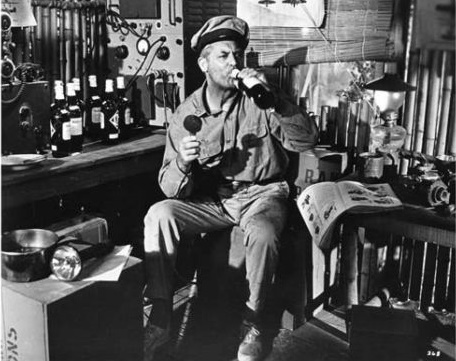
Cary Grant jako Walter Eckland w filmie Ojciec Wirgiliusz (1964)

Rok później zmienił swój filmowy wizerunek w wojennej komedii romantycznej Ojciec Wirgiliusz (reż. Ralph Nelson), wcielając się w rolę Waltera Ecklanda – posiwiałego Amerykanina, mieszkańca jednej z wysp na Pacyfiku, który na polecenie komandora Franka Houghtona (Trevor Howard) wypatruje nadlatujące japońskie samoloty. Obraz Nelsona okazał się sukcesem komercyjnym, uzyskując ponad 210 tys. dolarów przychodu po pierwszym tygodniu wyświetleń, bijąc tym samym wynik Szarady z zeszłego roku.
Ostatnim filmem w karierze Granta była komedia Idź, nie biegnij (1966, reż. Charles Walters), której zdjęcia realizowano w Tokio. Na ekranie partnerowali mu Jim Hutton i Samantha Eggar. Tygodnik „Newsweek” napisał: „Choć osobista obecność Granta jest nieodzowna, to bohater którego gra, jest niemal całkowicie zbędny. Być może konkluzja jest taka, że dla mężczyzny po pięćdziesiątce i sześćdziesiątce nie ma już miejsca w komedii romantycznej, chyba że jest katalizatorem. W innym przypadku chemia jest niewłaściwa dla wszystkich”.
Aktor po raz drugi ogłosił swoje odejście na emeryturę. Do zmiany zdania ponownie namawiał go Hitchcock, oferując mu rolę w polityczno-szpiegowskim dreszczowcu Rozdarta kurtyna (1966). Grant nie dał się przekonać, definitywnie kończąc karierę aktorską.

### Lata 70. i 80.

#### Filmowa emerytura

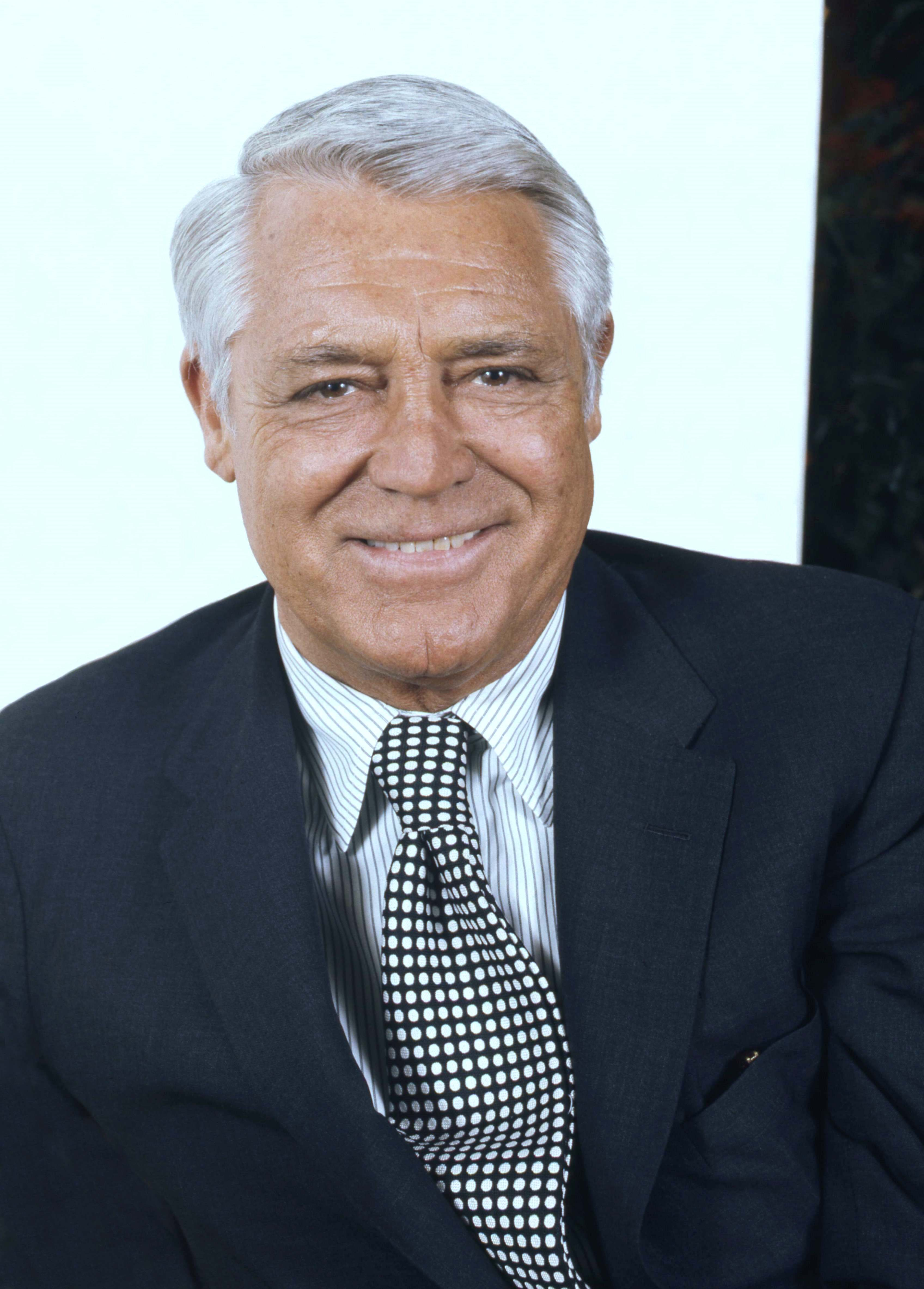
Cary Grant w 1973, fot. Allan Warren

Cary Grant przeszedł na filmową emeryturę w wieku 62 lat po narodzinach swojej córki Jennifer, aby móc w pełni skupić się na jej wychowaniu i zapewnić poczucie trwałości i stabilizacji. W latach 60. wykazywał coraz większe rozczarowanie kinem, rzadko kiedy znajdując scenariusz, który by mu odpowiadał. „Mogłem odejść lub zostać i grać role dziadka lub próżniaka, ale odkryłem rzeczy ważniejsze w życiu”. Był zdania, że po Szaradzie „złoty wiek Hollywood” dobiegł końca. Wykazywał niewielkie chęci powrotu do zawodu, kontynuował odpowiadanie na zaproszenia i wzmianki związane z „dużą szansą”.
7 kwietnia 1970, w trakcie ceremonii wręczenia nagród Akademii Filmowej w Dorothy Chandler Pavilion, został nagrodzony przez bliskiego przyjaciela Franka Sinatrę Oscarem za całokształt twórczości. W tym samym roku pojawił się w filmie dokumentalnym Elvis: Tak to jest, będącym zapisem koncertów Elvisa Presleya w Las Vegas. Kiedy zmierzył się z kilkoma negatywnymi opiniami na temat swoich filmów w latach 70., w 1975 odsprzedał je telewizji za sumę dwóch milionów dolarów. W tym samym roku wziął udział, w towarzystwie królowej Elżbiety II, w uroczystej kolacji wystawionej przez prezydenta Geralda Forda w Białym Domu. 7 marca 1979 był gościem na ceremonii uhonorowania Hitchcocka przez American Film Institute nagrodą AFI Life Achievement Award. Również w 1979 został zaproszony do wzięcia udziału w królewskiej gali charytatywnej w London Palladium.
Gary Morecambe i Martin Sterling uważali, że absencja Granta w filmach po 1966 była „nie reakcją mężczyzny, który nieodwracalnie odsunął się od przemysłu filmowego, ale człowieka, który musiał wybrać między decyzją a zjedzeniem kawałka pokornego ciasta i ponownego ogłoszenia siebie wśród publiczności kinowej”. W latach 70. Metro-Goldwyn-Mayer przymierzało się do realizacji remake’u Ludzi z hotelu (1932), mając nadzieję, że Grant przerwie swoją emeryturę i przyjmie ofertę. Hitchcock od dawna planował realizację filmu opartego na Hamlecie Szekspira, gdzie w głównej roli widział Granta. Warren Beatty bezskutecznie namawiał go do przyjęcia oferty występu w komedii fantasy Niebiosa mogą zaczekać (1978, reż. Buck Henry, Beatty). Morecambe i Sterling twierdzili, że Grant wykazywał zainteresowanie pojawieniem się w Miłości w godzinach nadliczbowych (1973, reż. Melvin Frank), dramacie sądowym Werdykt (1982, reż. Sidney Lumet) i adaptacji powieści Adventures in the Screen Trade autorstwa Williama Goldmana z 1983.
Pod koniec lat 70. i na początku 80. Grant zmartwił się śmiercią swoich bliskich przyjaciół, w tym Howarda Hughesa w 1976, Barbary Hutton i Louisa Mountbattena w 1979, Alfreda Hitchcocka w 1980, Grace Kelly i Ingrid Bergman w 1982 oraz Davida Nivena w 1983. Szczególnie bolesnym przeżyciem dla niego była nagła śmierć Kelly, z którą pozostawał w bliskiej przyjaźni od czasów realizacji Złodzieja w hotelu. W trakcie swojej emerytury trzy- lub czterokrotnie odwiedzał Monako, wyrażając poparcie dla niej, poprzez dołączenie do zarządu fundacji księżnej. W ostatnich latach życia odbywał tournée po Stanach Zjednoczonych w ramach A Conversation with Cary Grant, gdzie prezentował fragmenty swoich filmów i odpowiadał na pytania publiczności. Obserwował obecność zarówno starszych widzów, jak i studentów, którzy po raz pierwszy mieli okazję zetknąć się z jego twórczością.

### Śmierć
Popołudniem 29 listopada 1986 Grant przebywał w Adler Theatre w Davenport w stanie Iowa, przygotowując się do kolejnego spotkania w ramach A Conversation with Cary Grant. Obecny na miejscu fotograf Basil Williams wspominał, że aktor wyglądał normalnie, jednak wydawał się być zmęczonym i potknął się na widowni. Bliski znajomy Granta, Roderick Mann, utrzymywał, że gdy spotkał się z aktorem na torze wyścigowym Hollywood Park Racetrack w Inglewood przed paroma dniami, ten był w dobrym stanie zdrowia. Z relacji Williamsa wynikało, że pół godziny przed występem Grant odbywał próby, podczas których „coś wyglądało źle” i aktor zniknął za kulisami. Został przewieziony w obecności żony Barbary Harris do hotelu Blackhawk. Na miejsce wezwano lekarza, który zdiagnozował u Granta rozległy udar mózgu z odczytem ciśnienia krwi 210/130. Aktor odmówił przewiezienia do szpitala. Z relacji lekarza wiadomo, że w ciągu 15 minut stan Granta gwałtownie się pogorszył. Za piętnaście dziewiąta wieczorem zapadł w śpiączkę i został przetransportowany do St. Luke’s Hospital, gdzie spędził 45 minut na oddziale nagłych przypadków przed tym, jak przeniesiono go na intensywną terapię, gdzie o dwudziestej trzeciej dwadzieścia dwie stwierdzono zgon. Miał 82 lata.
Po jego śmierci „The New York Times” napisał: „Cary Grant miał nigdy nie umrzeć. Miał trwać wiecznie i funkcjonować jako wzór uroku, elegancji i młodości”. Zwłoki aktora zostały przewiezione do Kalifornii, gdzie poddano je kremacji, a prochy rozsypano nad Pacyfikiem. Zgodnie z jego wolą nie było żadnych uroczystości pogrzebowych. Scenarzysta Roderick Mann przyznał, że Grant „był osobą prywatną, która nie chciała nonsensu pogrzebu”. Większość jego majątku, szacowanego na sumę 60–80 milionów dolarów, trafiło do żony Barbary i córki Jennifer. Część oszczędności aktor zapisał na rzecz fundacji charytatywnych.

## Działalność biznesowa

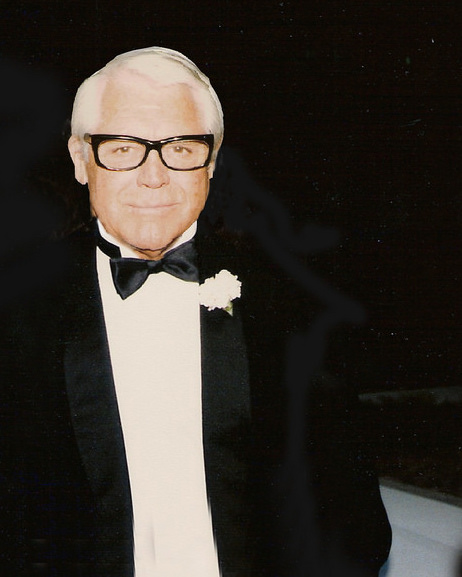
Cary Grant (lata 80.)

Biograf Martin Sterling opisał Granta jako „jednego z najbystrzejszych biznesmenów, którzy kiedykolwiek działali w Hollywood”. Długoletnia przyjaźń z amerykańskim przedsiębiorcą Howardem Hughesem, zapoczątkowana w latach 30., sprawiła, że aktor obracał się w najbardziej cenionych kręgach Hollywood i brał udział w wystawnych przyjęciach. Morecambe i Sterling zwrócili uwagę na fakt, że Hughes odegrał istotną rolę w rozwoju interesów biznesowych Granta. Według nich już w 1939 aktor był „bystrym operatorem o różnych interesach komercyjnych”. Randolph Scott, przyjaciel Granta, zachęcał go do inwestowania pieniędzy w akcje, dzięki czemu pod koniec lat 30. majątek aktora znacząco się powiększył. W latach 40. Grant, wspólnie ze swoją drugą żoną Barbarą Hutton, zainwestował znaczne środki w nieruchomości na terenie Acapulco, w czasach, gdy była to niewiele więcej jak wioska rybacka. Aktor współpracował z Redem Skeltonem, Richardem Widmarkiem i Royem Rogersem aby zakupić hotel w Acapulco. W prowadzeniu interesów, Grant cechował się bystrością umysłu, do tego stopnia, że przyjaciel David Niven powiedział o nim: „Zanim komputery weszły do powszechnego użytku, Cary miał już jeden w swoim mózgu”.

### Współpraca z Fabergé
Po przejściu na filmową emeryturę stał się bardziej aktywny biznesowo. Zaakceptował stanowisko w radzie dyrektorów w firmie perfumeryjnej Fabergé. Czynnie uczestniczył w spotkaniach i podróżował po całym świecie, wspierając działania firmy. Jego wynagrodzenie było skromne w porównaniu z gażą, jaką dostawał w czasie kariery aktorskiej — zarabiał 15 tys. dolarów rocznie. George Barrie przyznał, że Grant odegrał istotną rolę w rozwoju firmy, osiągającej roczne przychody w wysokości około 50 mln dolarów w 1968, co stanowiło wzrost o osiemdziesiąt procent w stosunku do inauguracyjnego roku 1964. Stanowisko gwarantowało mu możliwość korzystania z prywatnego samolotu, którym podróżował, odwiedzając swoją córkę Jennifer.
W 1975 został mianowany dyrektorem MGM. W 1980 zasiadał w zarządzie MGM Films i MGM Grand Hotels po podziale spółki dominującej. Odegrał aktywną rolę w promocji MGM Grand Hotel w Las Vegas, który otwarto w 1973, oraz w promocji miasta w latach 70. W późniejszym czasie dołączył do zarządu Hollywood Park, Academy of Magical Arts (The Magic Castle w Hollywood) i Western Airlines (przejętej w 1987 przez amerykańskie linie lotnicze Delta Air Lines).

## Życie prywatne

### Osobowość, zainteresowania, przyjaźnie

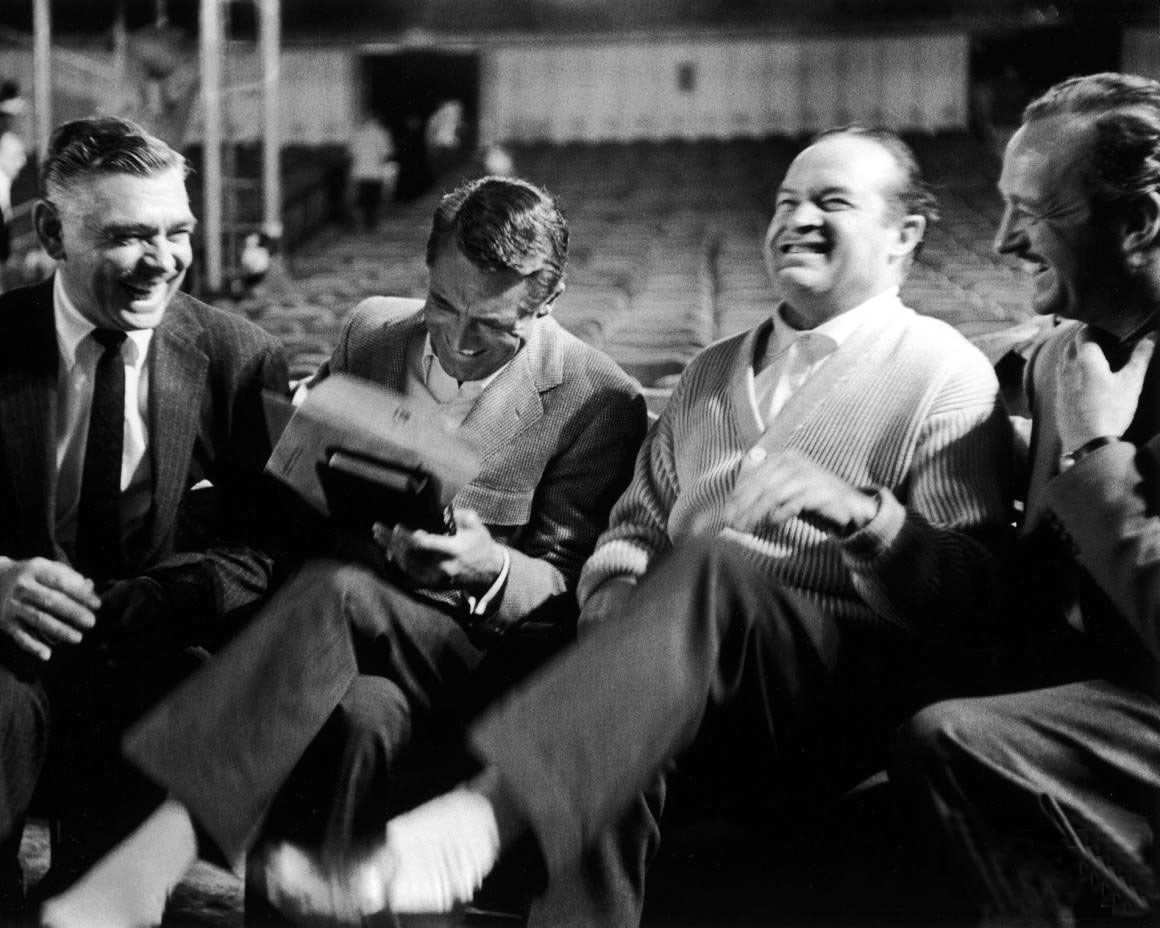
Clark Gable, Cary Grant, Bob Hope i David Niven (lata 50.)

Będąc jednym z najbogatszych aktorów Hollywood, posiadał domy w Beverly Hills, Malibu i Palm Springs. Przywiązywał dużą uwagę do higieny osobistej. Kostiumograf Edith Head przyznawała, że Grant zawsze dbał o najdrobniejsze szczegóły związane z wyglądem, przez co uważała go za najbardziej modnego aktora, z jakim miała okazję pracować. Istotny wpływ na jego styl ubioru miał Douglas Fairbanks. Graham McCann zwracał uwagę na „niemal obsesyjne utrzymywanie opalenizny”, która znacząco postarzała jego wygląd. Autor podkreślał, że Grant wywodził się ze środowisk klasy robotniczej i nie posiadał dobrego wykształcenia, wskutek czego cały swój wysiłek w trakcie trwania kariery poświęcał na naukę etykiet, manier i uzupełnianie wiedzy, aby móc równać się z klasą wyższą. Jego wizerunek był starannie dopracowywany od wczesnych lat w Hollywood, podczas których częstokrotnie opalał się i unikał fotografowania w trakcie palenia papierosów. Zerwał z nałogiem tytoniowym na początku lat 50. dzięki hipnoterapii. Od tamtej pory konsekwentnie dbał o zdrowie i formę fizyczną, m.in. praktykował jogę. Jak przyznawał: „Robiłem wszystko z umiarem, z wyjątkiem uprawiania miłości”. W pierwszej połowie lat 30. przeszedł operację w związku z rakiem odbytnicy.
26 czerwca 1942, po pięciu latach oczekiwania, Grant został naturalizowanym obywatelem Stanów Zjednoczonych. 18 kwietnia 1947 otrzymał z rąk króla Jerzego VI Windsora medal King’s Medal for Service in the Cause of Freedom za działania na rzecz narodu brytyjskiego podczas wojny. 12 marca 1968 uległ na Long Island wypadkowi samochodowemu, czego skutkiem były trzy złamane żebra, posiniaczenia i siedemnastodniowa hospitalizacja. Był fanem baseballu. Początkowo kibicował drużynie New York Giants, a następnie Los Angeles Dodgers. Archiwizował artefakty z okresu dzieciństwa i dorastania swojej córki Jennifer, trzymając je w wykonanym w wysokiej jakości skarbcu wielkości pokoju, zainstalowanym we własnym domu. Jennifer Grant przypisywała tę skrupulatną kolekcję faktowi, że wszelkie artefakty z czasów dzieciństwa jej ojca zostały zniszczone w wyniku bombardowania Bristolu przez siły Luftwaffe podczas II wojny światowej (w wyniku działań zbrojnych życie straciło wielu członków rodziny aktora). Wiosną 1976 przeszedł operację przepukliny w klinice w Santa Monica.
Grant chętnie utrzymywał kontakty towarzyskie z osobami wywodzącymi się z różnych środowisk. Według słów córki Jennifer w ich domu często gościli artyści, tacy jak: Barbara i Frank Sinatra, Gregory Peck z żoną Veronique, Johnny Carson z małżonką, Kirk Kerkorian, Merv Griffin i Quincy Jones. Najbliższa więź łączyła go z Frankiem Sinatrą. Grant był ulubionym aktorem Hitchcocka, z którym utrzymywał serdeczne relacje, gościł w jego posiadłości w Santa Cruz na uroczystych kolacjach, gdzie reżyser częstował gości winem, pochodzącym z jego prywatnej winnicy. Od lat 60. był fanem duetu komików Morecambe and Wise; w 1963 zabrał swoją matkę na ich występ w Bristol Hippodrome. Pozostawał również w przyjacielskich relacjach z Erikiem Morecambe aż do śmierci artysty w 1984.
Przez 12 lat mieszkał ze swoim przyjacielem, aktorem Randolphem Scottem, co stało się powodem do dyskusji mediów na temat łączącej ich uczuciowej relacji homoseksualnej. Orientacja seksualna Granta była przedmiotem sporu wielu biografów; niektórzy uważali go za homoseksualistę, inni za biseksualistę. Córka aktora, Jennifer, zaprzeczała, jakoby jej ojciec był homoseksualistą (według części źródeł na początku kariery aktorskiej, przed poznaniem Scotta, miał homoseksualny romans z Jackiem Orrym-Kellym i był związany z kompozytorem Philem Charigiem). 
Pod koniec lat 50. przez krótki czas eksperymentował z LSD. Jego trzecia żona Betsy Drake wyraziła zainteresowanie psychoterapią, dzięki czemu wiedza aktora na temat psychoanalizy znacznie się rozwinęła. Na przestrzeni kilku lat Grant odbył ponad sto sesji przy pomocy radiologa Mortimera Hartmana, które pomogły mu uporać się z ciężkimi wspomnieniami z dzieciństwa i skomplikowanymi relacjami. Jak wspominał, dzięki temu był „rzeczywiście głęboko i prawdziwie szczęśliwy” i zmienił swoje podejście do kobiet. W późniejszych latach, odnosząc się do tego tematu, mówił: „Branie LSD było zupełnie głupią rzeczą, ale byłem zdegradowanym gburem, ukrywając każde rodzaje warstw, obrony, hipokryzji i próżności. Musiałem się ich pozbyć i wyczyścić umysł”. Przez całe życie zmagał się z uporczywą bezsennością, a w drugiej połowie lat 30. cierpiał na depresję.

### Małżeństwa i rodzina
Pierwszą żoną Cary’ego Granta była Virginia Cherrill, którą poznał w 1932. 9 lutego 1934 para wzięła ślub w Caxton Hall w Londynie, jednak 26 marca 1935 rozwiedli się. Cherill oskarżała Granta o bycie „obsesyjnym perfekcjonistą” oraz zarzucała mu nadmierną kontrolę, zazdrość, zaborczość i stosowanie wobec niej przemocy fizycznej. Ich rozwód był szeroko komentowany w lokalnej prasie, a Cherrill domagała się w sądzie 1000 dolarów tygodniowo z zysków czerpanych przez Granta od Paramount Pictures. Po rozstaniu próbował popełnić samobójstwo poprzez przedawkowanie leków nasennych.
3 grudnia 1941 zaręczył się z Barbarą Hutton, jedną z najbogatszych kobiet na świecie dzięki odziedziczeniu majątku po swoim dziadku Franku Winfieldzie Woolworth. Para była szyderczo nazywana „Cash and Carry”. Chcąc uniknąć wszelkich oskarżeń, w umowie przedślubnej aktor podpisał intercyzę, aby w przypadku rozwodu nie należały mu się żadne pieniądze. Pobrali się 8 lipca 1942 w domu Franka Vincenta (agenta i wspólnika Granta) nad jeziorem Arrowhead. W ostatnich latach małżeństwa mieszkali w dzielnicy Bel Air przy 10615 Bellagio Road. Rozwiedli się 30 sierpnia 1945 z powodu „różnic klasowych”. Pozostali „czułymi przyjaciółmi” i utrzymywali regularny kontakt telefoniczny.
25 grudnia 1949 ożenił się z Betsy Drake, z którą współpracował na planie filmów Każda dziewczyna powinna wyjść za mąż (1948) i Room for One More (1952). Było to najdłuższe małżeństwo aktora, trwało do 14 sierpnia 1962. Bliscy znajomi aktora podkreślali, że Drake miała istotny wpływ w przemianę Granta, pomagając mu uporać się z traumatycznymi przeżyciami. W trakcie małżeństwa z Drake romansował z Sophią Loren, której miał proponować małżeństwo, jednak aktorka odmawiała.
22 lipca 1965, w należącym do przyjaciela Howarda Hughesa hotelu Desert Inn w Las Vegas, poślubił Dyan Cannon, z którą spotykał się jeszcze w trakcie małżeństwa z Drake. 26 lutego 1966 urodziło się jedyne dziecko Granta – córka Jennifer, którą często żartobliwie nazywał swoją „najlepszą produkcją”. „Żyjemy po to, aby coś po sobie zostawić. Kiedy umrę, moje filmy nie przetrwają długo. Człowiek to co innego. To jest właśnie ważne” – wspominał. Aby móc w pełni poświęcić się jej wychowaniu i dać poczucie stabilizacji, zrezygnował z kariery aktorskiej i przeszedł na emeryturę. 22 sierpnia 1967 Cannon złożyła w sądzie w Los Angeles pozew rozwodowy. Zarzucała mężowi chorobliwą zazdrość, okrucieństwo i stosowanie wobec niej przemocy fizycznej. Rozwiązanie małżeństwa nastąpiło 21 marca 1968.
15 kwietnia 1981, w wieku 77 lat, ożenił się z młodszą o 47 lat Barbarą Harris, brytyjską agentką ds. public relations. Obydwoje spotkali się pięć lat wcześniej w Royal Lancaster Hotel, gdzie Harris pracowała, a on brał udział w konferencji poświęconej jubilerstwu. Początkowo byli przyjaciółmi, a w 1979 przenieśli się do Kalifornii. Bliscy aktora podkreślali, że Harris miała „bardzo pozytywny wpływ na niego”, a książę Monako Rainier III Grimaldi uważał, że „nigdy nie był bardziej szczęśliwy” niż w ostatnich latach z nią.

### Romanse
Po rozwodzie z pierwszą żoną w 1937 spotykał się z Sandrą Rambeau oraz Betty Furness, później nawiązał też romans z Howardem Hughesem i Frederickiem Brissonem. Oświadczył się także Mary Brian, jednak ta odrzuciła zaręczyny. Przed wybuchem wojny zaręczył się z Phyllis Brookes. Po rozstaniu z Brookes spotykał się z Elissą Landi i piosenkarką Constance Moore. Po rozwodzie z Barbarą Hutton kontynuował romans ze Scottem i Hughesem, poza tym spotykał się z Betty Hensel i Peggy Cummins. W okresie separacji z Betsy Drake spotykał się z Jacqui Chan, piosenkarką Almą Cogan i modelką Gretą Thyssen oraz z aktorkami: Zivą Rodann i Susan Strasberg.
Pod koniec lat 60. miał krótki romans z aktorką Cynthią Bouron, która w 1970 złożyła w sądzie pozew o przyznanie praw ojcowskich Grantowi, publicznie twierdząc, że jest on ojcem jej siedmiotygodniowej córki. Bouron wpisała także nazwisko aktora w akcie urodzenia dziecka. Wiadomość o zostaniu ojcem przez Granta znalazła się na pierwszych stronach amerykańskich gazet. Aktor zaprzeczał, jakoby był ojcem córki Bouron, odmówił także płacenia alimentów. Aktorka ostatecznie nie zdecydowała się na wykonanie testu krwi. Decyzją sądu nazwisko Granta zostało usunięte z aktu urodzenia córki Bouron (w 1973 zmasakrowane siekierą ciało Bouron zostało znalezione w samochodzie na parkingu).
W latach 1973–1977 był związany z brytyjską fotoreporterką Maureen Donaldson. Pozostawał także w wieloletnim związku z Grace Kelly. Spotykał się również z dużo młodszą od siebie Victorią Morgan.

### Poglądy polityczne
Był przeciwnikiem upubliczniania poglądów politycznych przez środowisko aktorskie. W trakcie swojej kariery określał siebie jako liberała. W latach 1968 i 1972 popierał Richarda Nixona, natomiast w 1976 głosował na Geralda Forda. W 1976, na zaproszenie pierwszej damy Betty Ford, wygłosił przemowę na Republikańskiej Konwencji Narodowej. W 1980 i 1984 udzielił  poparcia Ronaldowi Reaganowi.

## Filmografia
W trakcie kariery Grant występował w filmie, radiu i na scenie. Pojawił się w 72 filmach fabularnych, a także brał udział w słuchowiskach radiowych, odtwarzając m.in. swoje role filmowe.
W latach 1944, 1948–1949 i 1959–1966 notowany był w pierwszej dziesiątce najbardziej dochodowych aktorów. Dwanaście filmów z jego udziałem było zestawianych w pierwszej dziesiątce podsumowań roku w amerykańskim box offisie. Dwadzieścia osiem produkcji, w których Grant wziął udział, było nominowanych przynajmniej do jednego Oscara, a osiem z nich zdobyło co najmniej jedną statuetkę w każdej kategorii. Trzydzieści dziewięć filmów z udziałem aktora, po uwzględnieniu inflacji, przekroczyło sumę stu milionów dolarów dochodu z biletów na rynku krajowym.
Osiem z jego filmów: Lady Lou (1933), Naga prawda (1937), Drapieżne maleństwo (1938), Gunga Din (1939), Dziewczyna Piętaszek (1940), Filadelfijska opowieść (1940), Osławiona (1946) i Północ, północny zachód (1959) wpisano do National Film Registry.

## Wizerunek ekranowy i renoma
Zdaniem reżysera George’a Cukora Grant „nie polegał na swoim wyglądzie. Nie był narcystyczny, zachowywał się tak, jakby był zwykłym młodym mężczyzną. A to czyniło go jeszcze bardziej atrakcyjnym, że młody człowiek był zabawny; to było szczególnie nieoczekiwane i dobre, ponieważ wszyscy myśleliśmy: «cóż, jeśli jest Beau Brummellem, to nie może być ani zabawny ani inteligentny», ale udowodnił, że jest inaczej”. Jennifer Grant twierdziła, że jej ojciec nie polegał na wyglądzie, ani nie był aktorem charakterystycznym, lecz stanowił przeciwieństwo kreowanego na ekranie „człowieka z zasadami”.
Grant podziwiany był zarówno przez mężczyzn, jak i kobiety; w ocenie krytyk filmowej Pauline Kael z „The New Yorkera” większość mężczyzn chciała wyglądać jak on, a kobiety marzyły, aby móc się z nim umówić. Autorka zwracała uwagę na fakt, że Grant traktował swoje koleżanki z planu inaczej niż większość aktorów w owych czasach czasach, dostrzegając w nich podmioty o wielu cechach, a nie obiekty seksualne.
Według Davida Shipmana Grant wydawał się spełniać wymóg, aby każda kreowana przez niego postać, bez względu na to, czy był to wuj, najlepszy przyjaciel czy kochanek, aspirowała do tego, by być bardziej przystępną dla publiczności. Zdaniem krytyków Grant posiadał zdolność, dzięki której potrafił zmienić przeciętny film w coś dobrego. Philip T. Hartung, recenzując film Mr. Lucky (1943) na łamach „Commonweal”, pisał, że gdyby „nie było perswazyjnej osobowości Cary’ego Granta, to wszytko w ogóle by się rozpłynęło”. McCann przyznał, że Hollywood „znalazło idealnego dżentelmena z demokratyczną kulturą, będącego połączeniem tradycji i nowoczesności, majętności i cnotliwości oraz siły, wielkości i dobra”. C.L.R. James postrzegał Granta jako „nowy i bardzo ważny symbol”, zupełnie inny typ Anglika, który różnił się od dżentelmenów Lesliego Howarda oraz Ronalda Colmana, reprezentujących „wolność, naturalny wdzięk, prostotę i bezpośredniość, charakteryzujące tak odmienne typy jak James Stewart i Ronald Reagan”, symbolizujące rosnący związek między Wielką Brytanią i Ameryką.
Graham McCann uważał, że Grant „odgrywał role bogatych, uprzywilejowanych bohaterów, którzy nigdy nie wydawali się potrzebować pracy, aby być w stanie utrzymać swój czarujący i hedonistyczny styl życia. Stał się gwiazdą, której bohaterowie byli przystojni, zabawni, wysportowani, zdobywający serca kobiet, nawet jeśli nie próbowali”. Martin Stirling, w książce Cary Grant: In Name Only (2001), zwracał uwagę na szeroki zakres aktorski Granta, który według niego był znacznie większy niż jakiegokolwiek współczesnego artysty. Stirling podkreślał również, że Grant „zawsze był w najlepszej formie fizycznej i słownej, w sytuacjach graniczących z farsą”. Charles Champlin zaznaczał, że był on „orzeźwiająco zdolny do kreowania serdecznego głupka, dziwnego idioty, bez najmniejszych obaw o narażenie własnej męskości. Jego umiejętność gry przeciwko swojemu wizerunkowi silnego, przystojnego romantycznego bohatera, jest zresztą prawdopodobnie wyjątkowa wśród gwiazd. Nikt nawet nie myśli o tym, aby drwić z własnej godności, w ogóle jej nie tracąc”. Geoffrey Wansell przyznawał, że Grant mógł „łukiem brwi lub odrobiną uśmiechu zakwestionować swój własny wizerunek”, lecz udało mu się radzić z „mieszanką ironii i romantyzmu w sposób, w jaki niewiele współczesnych gwiazd kiedykolwiek zrobiło”. Stanley Donen, współpracujący z aktorem m.in. przy filmie Szarada (1963), oświadczył, że jego prawdziwa „magia” pochodziła z dbałości o każdy szczegół i była wynikiem „ogromnej ilości pracy”. Sam aktor twierdził, że prawdziwy Grant bardziej przypominał zaniedbanego i nieogolonego rybaka z filmu Ojciec Wirgiliusz (1964), niż „dobrze szytego, czarującego” bohatera z Szarady. Z dystansem podchodził do swojej kariery i zainteresowania jego osobą, mówiąc: „Każdy chciałby być Carym Grantem – nawet ja chciałbym być Carym Grantem”.
Alfred Hitchcock uważał, że Grant był bardzo przekonujący w graniu mroczniejszych ról, z walorem tajemniczości i niebezpieczeństwa. „Cary ma przerażającą stronę, w którą nikt nie jest w stanie włożyć nawet palca” – wspominał. Geoffrey Wansell twierdził, że ta mroczniejsza strona miała wpływ na jego życie osobiste, które starał się chronić, aby zachować swój wizerunek.

## Spuścizna
Cary Grant uznawany jest za jednego z najwybitniejszych aktorów w historii filmu oraz ikonę i legendę kinematografii amerykańskiej. Krytyk filmowy David Thomson oraz reżyserzy Howard Hawks i Stanley Donen uważali go za „największego i najważniejszego aktora”. Alfred Hitchcock określał Granta mianem „jedynego aktora, którego kiedykolwiek kochałem w swoim życiu”. Biografowie Gary Morecambe i Martin Sterling przyznawali, że był on „największym głównym aktorem jakiego Hollywood kiedykolwiek znało”. Graham McCann napisał: „Żaden inny człowiek nie wydawał się tak bezkompromisowy i pewny siebie… spokojny zabawny romantyk… postarzał się tak dobrze i w takim stylu… krótko mówiąc: grał tak dobrze. Cary Grant sprawił, że mężczyźni wydawali się dobrym pomysłem”. Zdaniem biografa Richarda Schickela jest „bardzo niewiele gwiazd, które są w stanie osiągnąć wielkość Cary’ego Granta, sztuki o bardzo wysokim i subtelnym porządku”. Autor uważa go za najlepszego aktora wszech czasów. Geoffrey Wansell napisał: „Dla milionów fanów kina na całym świecie, Cary Grant na zawsze uosabiać będzie splendor i styl Hollywood w jego złotym okresie. Z jego ciemnymi włosami i jeszcze ciemniejszymi oczami, psotnym uśmiechem i wrodzoną elegancją, był i na zawsze pozostanie jedną z wielkich gwiazd filmowych. Od czasu śmierci w 1986, żar jego ekranowego obrazu nie przygasł ani na chwilę”. David Thomson podkreślał, że inteligencja Granta była widoczna na ekranie, dodając: „Nikt inny nie wyglądał tak dobrze i tak inteligentnie w tym samym czasie”. Zdaniem Charlesa Highama i Roya Moseleya „żaden aktor, z wyjątkiem prawdopodobnie Clarka Gable’a, nie dorównał romantycznemu urokowi Granta; miał niewielu równych sobie w sztuce komedii romantycznej”.

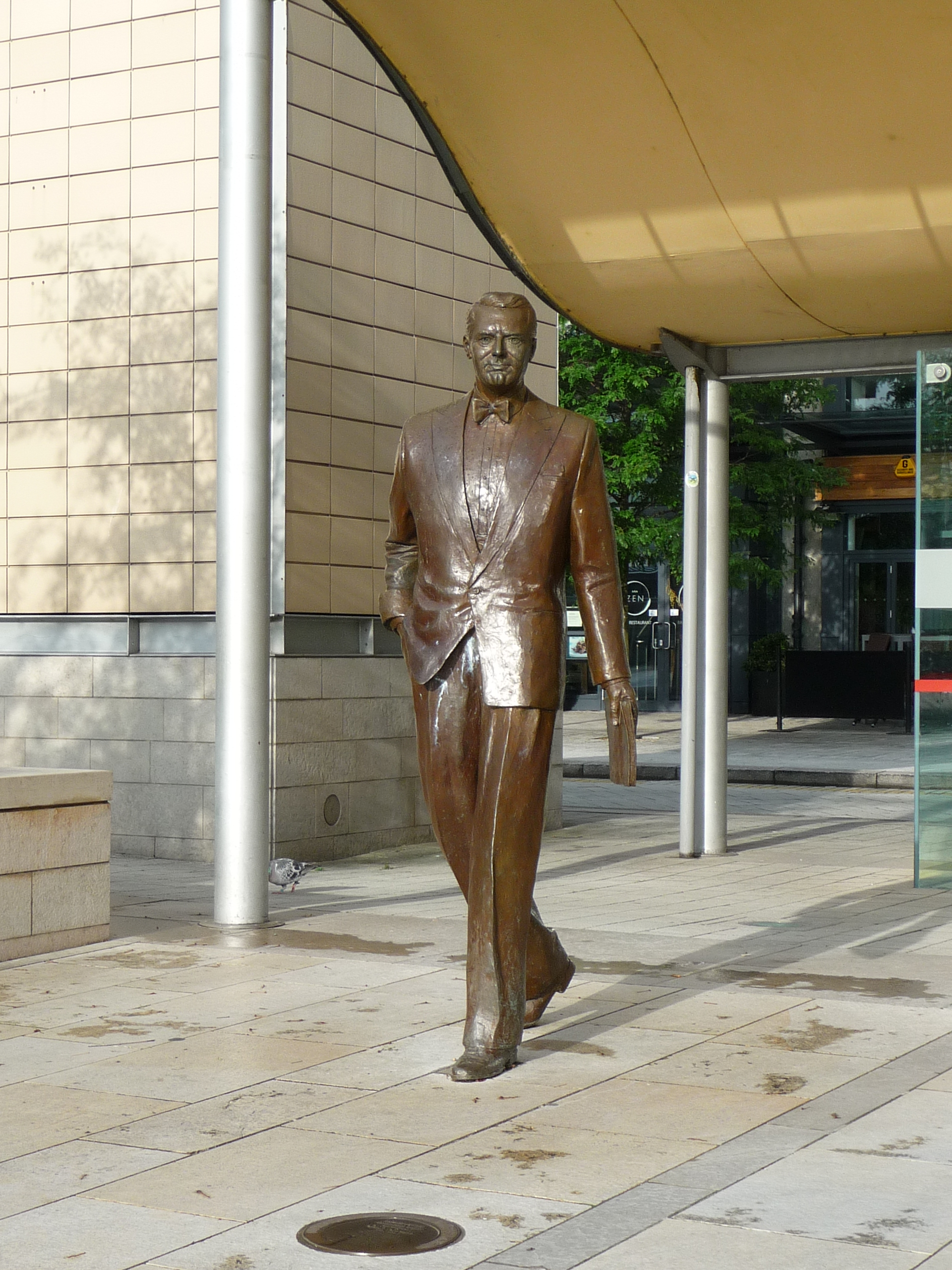
Pomnik Cary’ego Granta na Millennium Square w Bristolu (2004)

Wizerunek Granta związany był z kampaniami reklamowymi i produktami m.in. takich firm jak Lorillard Tobacco Company (1937) i American Export-Isbrandtsen Lines (1957). Przez trzydzieści lat trwania kariery, należał do grona najbardziej dochodowych aktorów w amerykańskim box offisie. Był również postacią występującą lub wspominaną m.in. w kreskówkach Warner Bros. (Hollywood Steps Out; 1941, reż. Tex Avery).
16 lipca 1951 odcisnął swoje dłonie i stopy oraz złożył podpis w płycie betonowej chodnika na podjeździe Grauman’s Chinese Theatre przy 6925 Hollywood Boulevard. 8 lutego 1960, w uznaniu za wkład w przemysł filmowy, Grant otrzymał gwiazdę na Hollywoodzkiej Alei Gwiazd, mieszczącą się przy 1610 Vine Street. W 1980 Los Angeles County Museum of Art (LACMA) przez dwa miesiące przeprowadzało retrospekcję ponad 40 filmów z jego udziałem. Dwa lata później, podczas uroczystości w hotelu Waldorf-Astoria, Grant został wyróżniony tytułem „człowieka roku” przyznanym przez New York Friars Club. W 1984 teatr znajdujący się na terenie studia Metro-Goldwyn-Mayer został przemianowany na Cary Grant Theatre.
Bohater kreowany przez Johna Cleese’a w filmie Rybka zwana Wandą (1988, reż. Charles Crichton) nazywa się Archie Leach, od prawdziwego imienia i nazwiska Granta.
W 1987 magazyn „People” uznał Granta i Gretę Garbo za „największe gwiazdy filmowe”. W 1995, na podstawie ankiety przeprowadzonej przez magazyn „Time Out” przy udziale setki reżyserów, aktor został sklasyfikowany na 2. pozycji, zaraz za Marlonem Brando. W tym samym roku brytyjski „Empire” umieścił go na 22. miejscu w zestawieniu „100 najpiękniejszych gwiazd w historii filmu”. W 1996 „Entertainment Weekly” sklasyfikował aktora na 6. miejscu w rankingu „100 największych gwiazd filmowych wszech czasów”. W październiku 1997 Granta umieszczono na 7. pozycji zestawienia „100 najlepszych gwiazd filmowych wszech czasów” brytyjskiego „Empire”. W ogłoszonym w czerwcu 1999 przez American Film Institute rankingu „największych aktorów wszech czasów” Grant zajął 2. pozycję, ustępując miejsca jedynie Humphreyowi Bogartowi. W listopadzie 2005 „Premiere” zamieścił nazwisko aktora na 1. miejscu rankingu „50 największych gwiazd filmowych wszech czasów”.
7 grudnia 2001 przy Millennium Square w Bristolu, miejscu narodzin aktora, odsłonięto pomnik. 15 października 2002 poczta Stanów Zjednoczonych wydała limitowaną 33-centrymetrową pieczęć honorującą aktora w związku z edycją „Legendy Hollywoodu”. Jego imieniem nazwano planetoidę (9342) Carygrant.

## Nagrody i nominacje

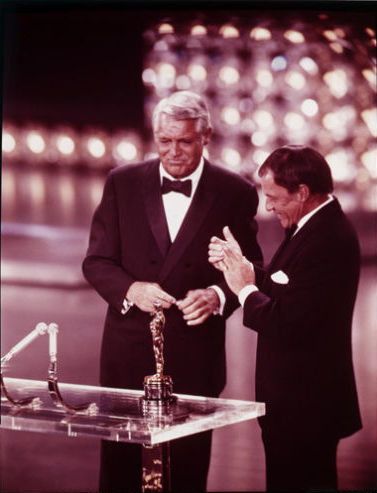
Cary Grant i Frank Sinatra w trakcie 42. ceremonii wręczenia Oscarów, podczas której aktor otrzymał honorową statuetkę, 7 kwietnia 1970

Cary Grant w przekroju swojej kariery dwukrotnie nominowany był do nagrody Akademii Filmowej i pięciokrotnie do Złotego Globu. W 1960 został laureatem włoskiego Davida di Donatello za kreację Rogera O. Thornhilla w filmie Północ, północny zachód (1959). Uzyskał również jedną nominację do brytyjskiej nagrody BAFTA za udział w filmie Szarada (1963). 7 kwietnia 1970 został uhonorowany Oscarem za całokształt twórczości. 26 grudnia 1981, za swój dorobek artystyczny, otrzymał prestiżową nagrodę Kennedy Center Honors.
| Rok  | Nagroda                   | Kategoria                                        | Nominacja za               | Wynik     | Źródło  |
| ---- | ------------------------- | ------------------------------------------------ | -------------------------- | --------- | ------- |
| 1942 | Nagroda Akademii Filmowej | Najlepszy aktor pierwszoplanowy                  | Ich dziecko                | Nominacja | [ 152 ] |
| 1945 | Nagroda Akademii Filmowej | Najlepszy aktor pierwszoplanowy                  | Nic oprócz samotnego serca | Nominacja | [ 166 ] |
| 1959 | Złoty Glob                | Najlepszy aktor w filmie komediowym lub musicalu | Niedyskrecja               | Nominacja | [ 217 ] |
| 1960 | David di Donatello        | Najlepszy aktor zagraniczny                      | Północ, północny zachód    | Wygrana   | [ 223 ] |
| 1960 | Złoty Glob                | Najlepszy aktor w filmie komediowym lub musicalu | Operacja „Halka”           | Nominacja | [ 217 ] |
| 1961 | Złoty Glob                | Najlepszy aktor w filmie komediowym lub musicalu | Cudze chwalicie…           | Nominacja | [ 217 ] |
| 1963 | Złoty Glob                | Najlepszy aktor w filmie komediowym lub musicalu | Powiew luksusu             | Nominacja | [ 217 ] |
| 1964 | Złoty Glob                | Najlepszy aktor w filmie komediowym lub musicalu | Szarada                    | Nominacja | [ 217 ] |
| 1965 | BAFTA                     | Najlepszy aktor zagraniczny                      | Szarada                    | Nominacja | [ 236 ] |
| 1970 | Nagroda Akademii Filmowej | Oscar Honorowy                                   | Całokształt twórczości     | Wygrana   | [ 246 ] |